# Pont-à-Mousson
Pour les articles homonymes, voir Pont (toponyme) et Mousson (homonymie).
Pont-à-Mousson [pɔ̃tamusɔ̃] est une commune du Nord-Est de la France, en Meurthe-et-Moselle, dans la région Grand Est. Ses habitants sont appelés les Mussipontains.
Tour à tour place forte, ville avancée ou pays frontière, Pont-à-Mousson a souvent eu à souffrir des rigueurs de la guerre.

## Géographie

### Situation
Pont-à-Mousson est située au cœur de la Lorraine et du département de Meurthe-et-Moselle, à mi-chemin entre Nancy et Metz, au pied de la colline de Mousson (382 mètres), ancienne place forte des comtes puis ducs de Bar. La ville est située de part-et-d'autre de la Moselle.

### Sismicité
Commune située dans une zone 1 de sismicité très faible.

### Hydrographie

#### Réseau hydrographique
La commune est dans le bassin versant du Rhin, au sein du bassin Rhin-Meuse. Elle est drainée par la Moselle, la Moselle canalisée, le ruisseau de Grand Rupt, le ruisseau d'Esche et le ruisseau la Morte,,.
La Moselle, d'une longueur totale de 560 kilomètres dont 314 kilomètres en France, prend sa source dans le massif des Vosges au col de Bussang et se jette dans le Rhin à Coblence en Allemagne après avoir servi de frontière entre le Grand-duché de Luxembourg et l'Allemagne.
La Moselle canalisée est un canal, chenal non navigable de 135 km qui relie la commune de Dieulouard à celle de Kœnigsmacker où il se jette dans la Moselle.
L'Esch, d'une longueur de 46 km, prend sa source dans la commune de Geville et se jette  dans la Moselle à Blénod-lès-Pont-à-Mousson, après avoir traversé 19 communes.

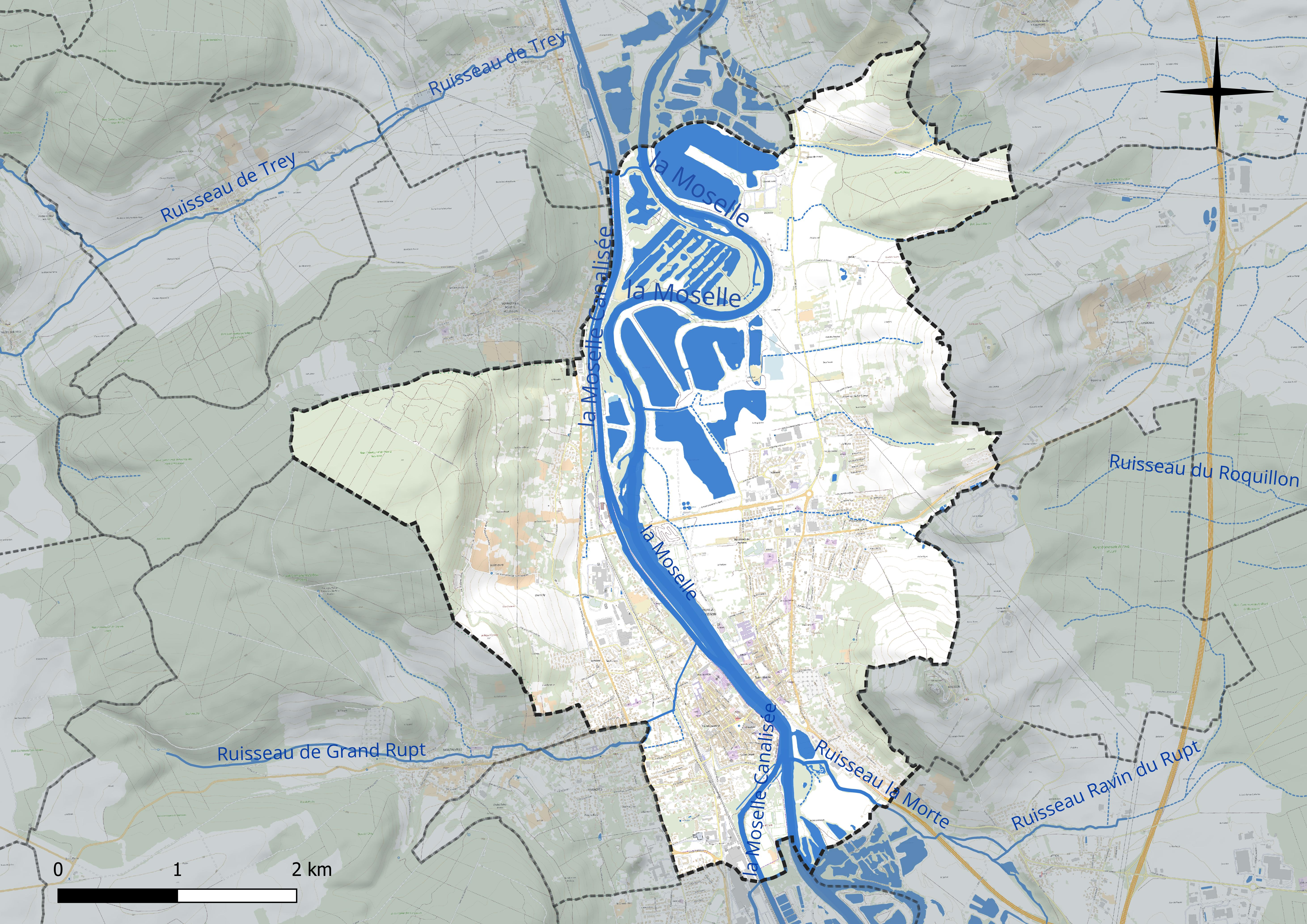
Réseau hydrographique de Pont-à-Mousson.

#### Gestion et qualité des eaux
Le territoire communal est couvert par le schéma d'aménagement et de gestion des eaux (SAGE) « Rupt de Mad, Esch, Trey ». Ce document de planification concerne les bassins versants du Rupt de Mad, de l'Esch et du Trey. Le périmètre a été arrêté le 2 juin 2014, la commission locale de l'eau (CLE) a été créée le 20 juin 2017, puis modifiée le 26 mars 20210. La structure porteuse de l'élaboration et de la mise en œuvre est le Parc naturel régional de Lorraine.
La qualité des cours d'eau peut être consultée sur un site dédié géré par les agences de l'eau et l'Agence française pour la biodiversité.

### Climat
Pour des articles plus généraux, voir Climat du Grand Est et Climat de Meurthe-et-Moselle.
En 2010, le climat de la commune est de type climat des marges montargnardes, selon une étude du Centre national de la recherche scientifique s'appuyant sur une série de données couvrant la période 1971-2000. En 2020, Météo-France publie une typologie des climats de la France métropolitaine dans laquelle la commune est exposée à un climat semi-continental et est dans la région climatique  Lorraine, plateau de Langres, Morvan, caractérisée par un hiver rude (1,5 °C), des vents modérés et des brouillards fréquents en automne et hiver.
Pour la période 1971-2000, la température annuelle moyenne est de 9,7 °C, avec une amplitude thermique annuelle de 16,5 °C. Le cumul annuel moyen de précipitations est de 771 mm, avec 12,6 jours de précipitations en janvier et 8,8 jours en juillet. Pour la période 1991-2020, la température moyenne annuelle observée sur la station météorologique de Météo-France la plus proche, « Nonsard », sur la commune de Nonsard-Lamarche à 22 km à vol d'oiseau, est de 10,7 °C et le cumul annuel moyen de précipitations est de 690,8 mm. 
La température maximale relevée sur cette station est de 40,1 °C, atteinte le 25 juillet 2019 ; la température minimale est de −17 °C, atteinte le 1er mars 2005,,.
Les paramètres climatiques de la commune ont été estimés pour le milieu du siècle (2041-2070) selon différents scénarios d'émission de gaz à effet de serre à partir des nouvelles projections climatiques de référence DRIAS-2020. Ils sont consultables sur un site dédié publié par Météo-France en novembre 2022.

### Communes limitrophes
Pont-à-Mousson est limitrophe de dix communes, toutes situées en Meurthe-et-Moselle et réparties géographiquement de la manière suivante :

### Géologie et relief
La commune se compose de 556,59 hectares de territoires artificialisés (25,80 %), 779,28 hectares de territoires agricoles (36,13 %), 452,50 hectares de forêts et milieux semi-naturels (20,98 %) et 368,90 hectares de surfaces en eau (17,10 %).
Espaces naturels :
Un espace protégé hors Natura 2000,
Quatre zones naturelles d'intérêt écologique, faunistique et floristique (Znieff),
Quatre Sites bioarchéologiques.
Hydrogéologie et climatologie : Système d'information pour la gestion des eaux souterraines du bassin Rhin-Meuse :
Territoire communal : Occupation du sol (Corinne Land Cover) ; Cours d'eau (BD Carthage),
Géologie : Carte géologique ; Coupes géologiques et techniques,
Hydrogéologie : Masses d'eau souterraine ; BD Lisa ; Cartes piézométriques.

### Voies de communication et transports
La commune est desservie par de nombreuses voies de communications :

#### Voies routières
À la fois routières, et autoroutières :
- autoroute A313, Arrivée sur Pont à Mousson 1.5 km, Echangeur A313/A31 3.7 km.
- autoroute A31. Échangeurs Atton, Lesménils, Belleville.

#### Transports en commun
- Fluo Grand Est.
- Reseau Le Bus

#### SNCF

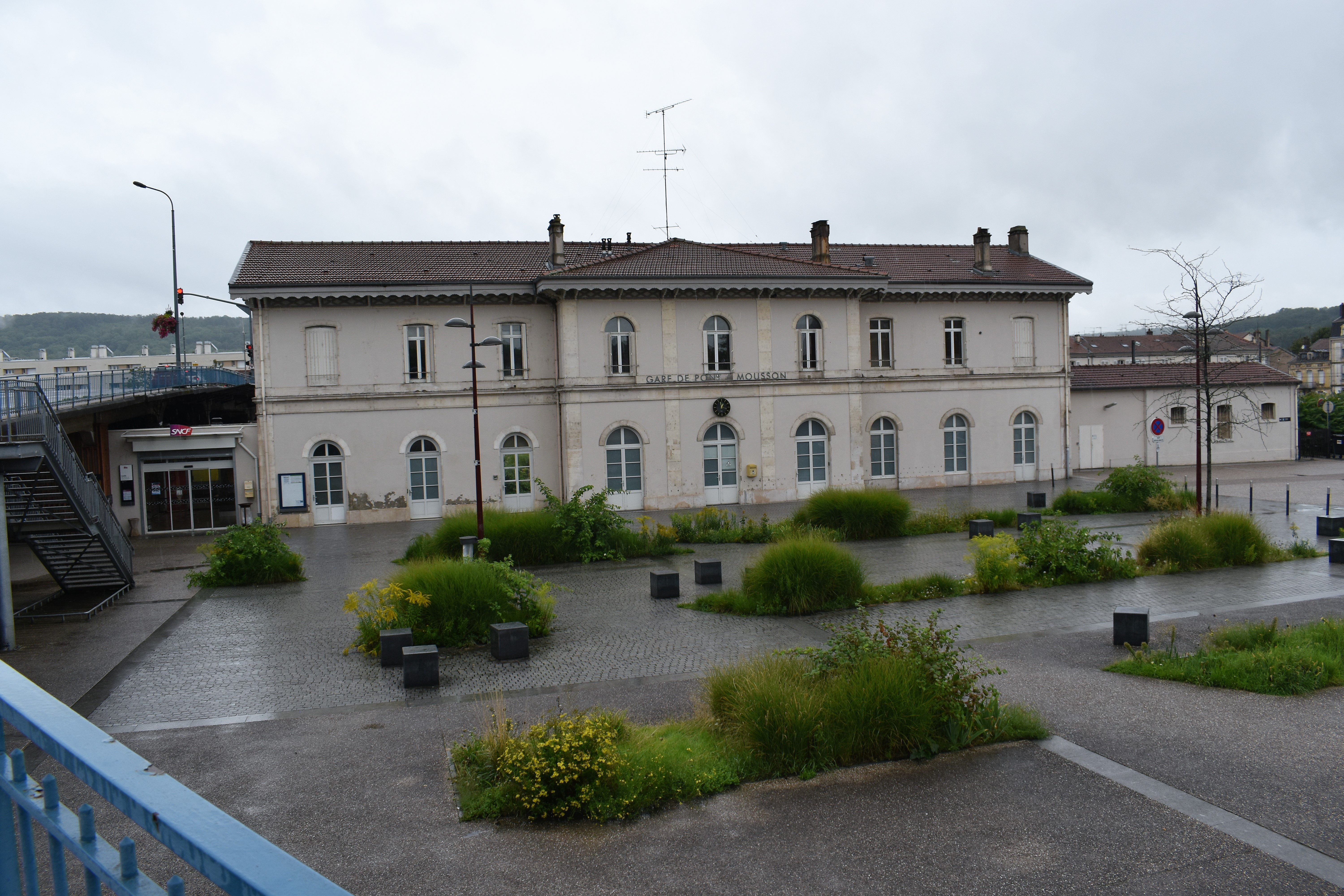
Gare de Pont-à-Mousson.

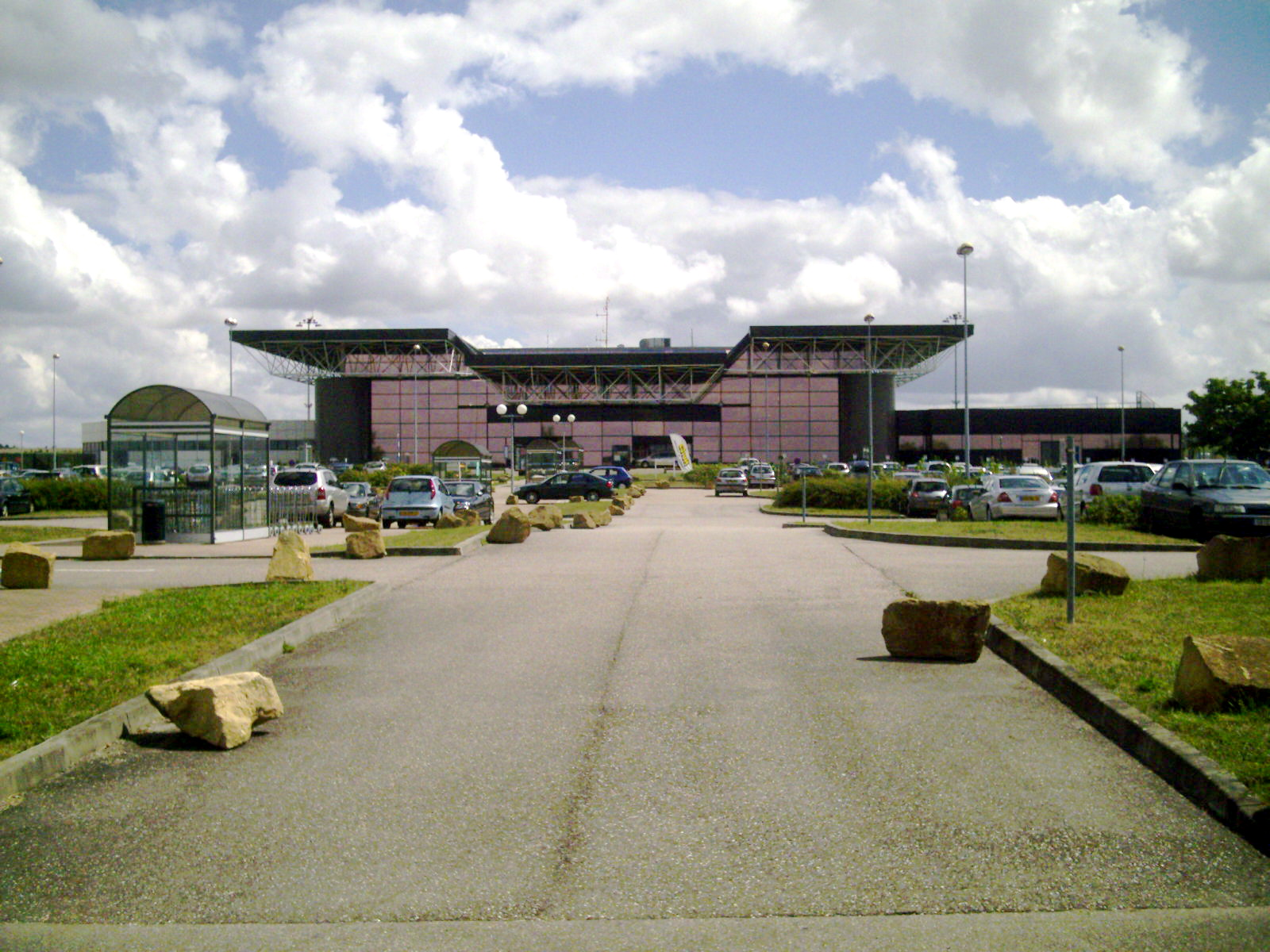
Aéroport de Metz-Nancy-Lorraine.

Voie ferroviaire par :
- la Gare de Pont-à-Mousson,
- la Gare de Dieulouard,
- la Gare de Pagny-sur-Moselle,
- Gare Lorraine TGV,
- Gare de Belleville.

##### Transports aériens
- Proximité de l'Aéroport de Metz-Nancy-Lorraine).
- Aéroport de Nancy-Essey.

##### Ports
Voie fluviale sur (la Moselle) :
- Port de plaisance Michel-Roth[20].
- Nouveau port de Metz.
- Port Robert-Schuman de Scy-Chazelles.

## Urbanisme

### Typologie
Au 1er janvier 2024, Pont-à-Mousson est catégorisée centre urbain intermédiaire, selon la nouvelle grille communale de densité à sept niveaux définie par l'Insee en 2022.
Elle appartient à l'unité urbaine de Pont-à-Mousson, une agglomération intra-départementale regroupant six  communes, dont elle est ville-centre,,. Par ailleurs la commune fait partie de l'aire d'attraction de Pont-à-Mousson, dont elle est la commune-centre,. Cette aire, qui regroupe 16 communes, est catégorisée dans les aires de moins de 50 000 habitants,.

### Occupation des sols
L'occupation des sols de la commune, telle qu'elle ressort de la base de données européenne d'occupation biophysique des sols Corine Land Cover (CLC), est marquée par l'importance des territoires agricoles (36,1 % en 2018), en diminution par rapport à 1990 (43,7 %). La répartition détaillée en 2018 est la suivante : zones urbanisées (22,7 %), forêts (20,9 %), prairies (19,9 %), eaux continentales (17,1 %), cultures permanentes (5,8 %), terres arables (5,3 %), zones agricoles hétérogènes (5 %), mines, décharges et chantiers (1,5 %), espaces verts artificialisés, non agricoles (1,4 %), zones industrielles ou commerciales et réseaux de communication (0,3 %). L'évolution de l'occupation des sols de la commune et de ses infrastructures peut être observée sur les différentes représentations cartographiques du territoire : la carte de Cassini (XVIIIe siècle), la carte d'état-major (1820-1866) et les cartes ou photos aériennes de l'IGN pour la période actuelle (1950 à aujourd'hui).

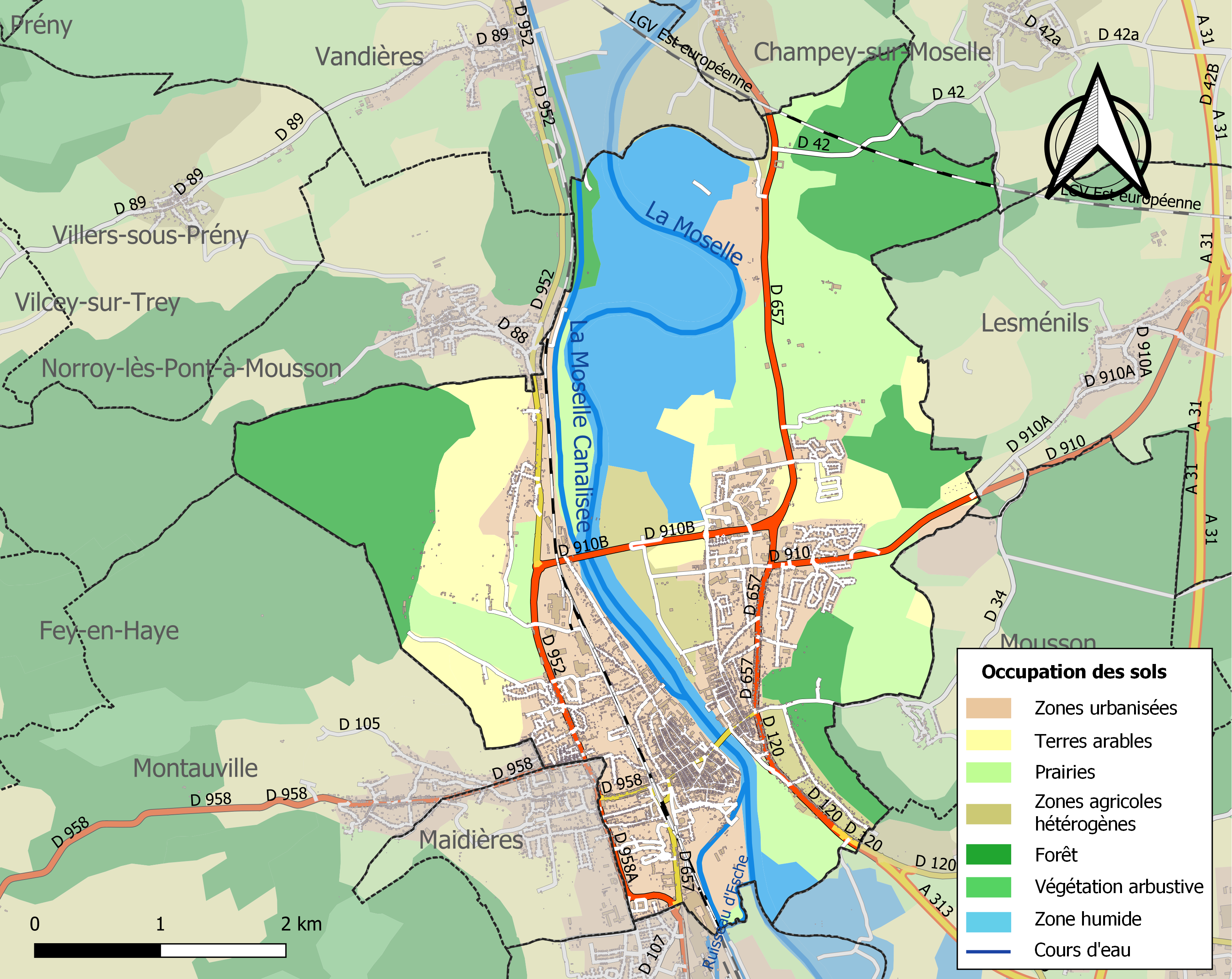
Carte des infrastructures et de l'occupation des sols de la commune en 2018 (CLC).

## Toponymie
- Anciennes mentions : Villa Pontus sub castro Montionis (896), Pont à Monçons (1257), Le Pont (1261), La Nueveville-au-Pont (1265), Pont à Monssons (1277), Pont Camoson (1510), Pont à Mousson (1793)[27],[28].

En allemand : Mussenbrück, Moselbrück et Brücke bei Mousson.
Le nom de la ville traduit les origines de celle-ci : un pont jeté dès le XIe siècle sur la Moselle au pied du château de Mousson, dans la commune de Mousson qui est à petite distance, berceau des comtes de Bar.

## Histoire

### Antiquité
On a retrouvé, dans les dragages réguliers de la Moselle, des objets témoignant d'une occupation des rives du site, bien avant la fondation de la ville proprement dite : poignards, lances, débris de colliers à pendentif, de facture typique de la culture de Hallstatt.
Dans l'Antiquité gallo-romaine, la région est à la frontière entre les tribus des Leuques au Sud et des Médiomatrices au Nord. La principale voie commerciale entre ces deux peuplades ne passe pas par le site actuel de Pont-à-Mousson. La voie romaine franchit la Moselle au moyen d'une passerelle, un peu plus au sud, au niveau de Dieulouard (à l'époque appelé Scarpone). L'itinéraire d'Antonin fait mention de cette étape.
Ce premier pont en petit appareil, à pilier central en calcaire, disparaît à une date indéterminée ; ses fondations ne seront retrouvées que lors de fouilles ultérieures, au début du XXe siècle. C'est la disparition de ce point de passage qui motivera la construction d'un autre pont plus en aval, et donc la fondation de Pont-à-Mousson.
Au début de la dynastie des julio-claudiens, l'exploitation de carrières de pierre, sous la supervision des légionnaires Romains de la légion X Gemina, est attestée par une inscription latine. Ces carrières étaient situées entre la cité nouvellement fondée de Scarpone et le site actuel de Pont-à-Mousson.

### Moyen Âge

#### Premier bourg
Les comtes de Bar qui, aux XIIe et XIIIe siècles, ne possèdent que peu de territoires autour de Mousson, se mettent rapidement, au cours du XIIIe siècle, en possession du pont sur la Moselle.
Ce lieu de passage sur la rivière, l'un des rares entre la principauté épiscopale de Toul, Nancy capitale des ducs de Lorraine et la principauté épiscopale de Metz, voit se développer un début d'agglomération relativement modeste. Vers 1217, une maison-Dieu, confiée à l'ordre des Antonistes, est installée sur la rive droite sous le nom de « la ville du pont Saint-Antoine ».
Du point de vue du droit, les habitants de cette première agglomération forment une centena, une juridiction originale Lorraine que l'on pense héritée des centaines, les subdivisions des comtés de l'Empire carolingien. C'est également le cas des habitants de Blénod, Xon et Héminville. Le « centenier » est alors en théorie le seul à pouvoir exercer la justice criminelle sur le territoire du centena.
La présence voisine du château de Mousson a alors une forte influence sur la toponymie locale ; la première mention du pont, sous l'appellation de « pont à Mousson », apparaît en 1230, de même que les documents d'époques présentent par ailleurs le village proche de Maidières comme « Maidières sous Mousson » (Madieras subtus Montionem).

#### Érection de la ville
Ce n'est qu'à partir du règne du comte Thiébaut II de Bar que la ville va véritablement prendre son essor. En effet, ce dernier fonde sur la rive droite, le 20 avril 1261, la ville-neuve de Pont-à-Mousson, affranchissant la ville sur le modèle de la loi de Beaumont. L'absence de taxes attire une large population et la démographie progresse fortement. Quelques années plus tard, en 1263, le bourg absorbe la population réfugiée du village disparu de Thirey, occupé depuis l'Antiquité et dont la disparition reste à ce jour inexpliquée malgré les fouilles.
Pont-à-Mousson va, dès lors, prendre une place majeure dans les possessions des comtes, puis ducs de Bar. Effectivement, la ville, qui s'entoure de remparts, devient l'une des principales places commerciales du Barrois.
La ville comprenait quatre paroisses : Sainte-Croix, Saint-Laurent et Saint-Jean sur la rive gauche, (diocèse de Toul) et Saint-Martin sur la rive droite (diocèse de Metz). Elle avait à sa tête un maire, sept échevins et quarante jurés.

#### Le marquisat
En mars 1354, l'empereur Charles IV érige la seigneurie de Pont-à-Mousson en marquisat au profit de Robert Ier de Bar. Celui-ci fait construire une « maison-forte » en 1358.
Le même empereur Charles IV élève encore, en 1372, la ville au rang de cité, élévation honorifique qui modifie le titre des officiers municipaux et change le nom des portes de la ville.
La maison-forte, ou hôtel ducal, est rebâtie entre 1395 et 1398 sous la houlette du maître d'œuvre Jennin Callicans ; véritable maison de luxe, elle peut accueillir toute la cour ducale.[réf. souhaitée]
La mise au tombeau, d'inspiration Bourguignonne et exposée dans l’Église Saint-Martin, date du début du XVe siècle ; elle est en tout cas estimée antérieure à 1433.
Pont-à-Mousson est ensuite donné en apanage à divers princes de la maison de Bar, suivie par la maison d'Anjou (qui hérite du Barrois en 1430), puis par la maison de Lorraine (qui hérite du Barrois en 1480). À cette date, le duché de Bar et le duché de Lorraine sont gouvernés par le même souverain jusqu'à leur annexion par la France en 1766 et le titre de marquis de Pont est parfois concédé au prince héréditaire de Lorraine, fils aîné du duc et héritier du duché.
En 1444, alors que la duchesse de Lorraine Isabelle Ire de Lorraine, épouse du duc de Bar René d'Anjou, prévoit de se rendre au "grand pardon" en l'église des Antonistes de Pont-à-Mousson, elle se fait voler ses bagages par les Messins, ce qui déclenche une intervention militaire de son beau-frère, le roi de France Charles VII.
Dans les textes d'époque, jusqu'au XVe siècle, les habitants plébéiens de Pont-à-Mousson sont encore désignés comme « les hommes de la centaine » (par opposition aux bourgeois de la ville-neuve) et sont assortis de diverses servitudes. Le duc René II les affranchit en 1497, date à partir de laquelle tous les habitants de la cité ont les mêmes statuts.[réf. souhaitée]
La femme de René II, Philippe de Gueldre, fonde à Pont-à-Mousson le couvent des clarisses et y meurt en 1547.[réf. souhaitée]

### XVIeetXVIIesiècles

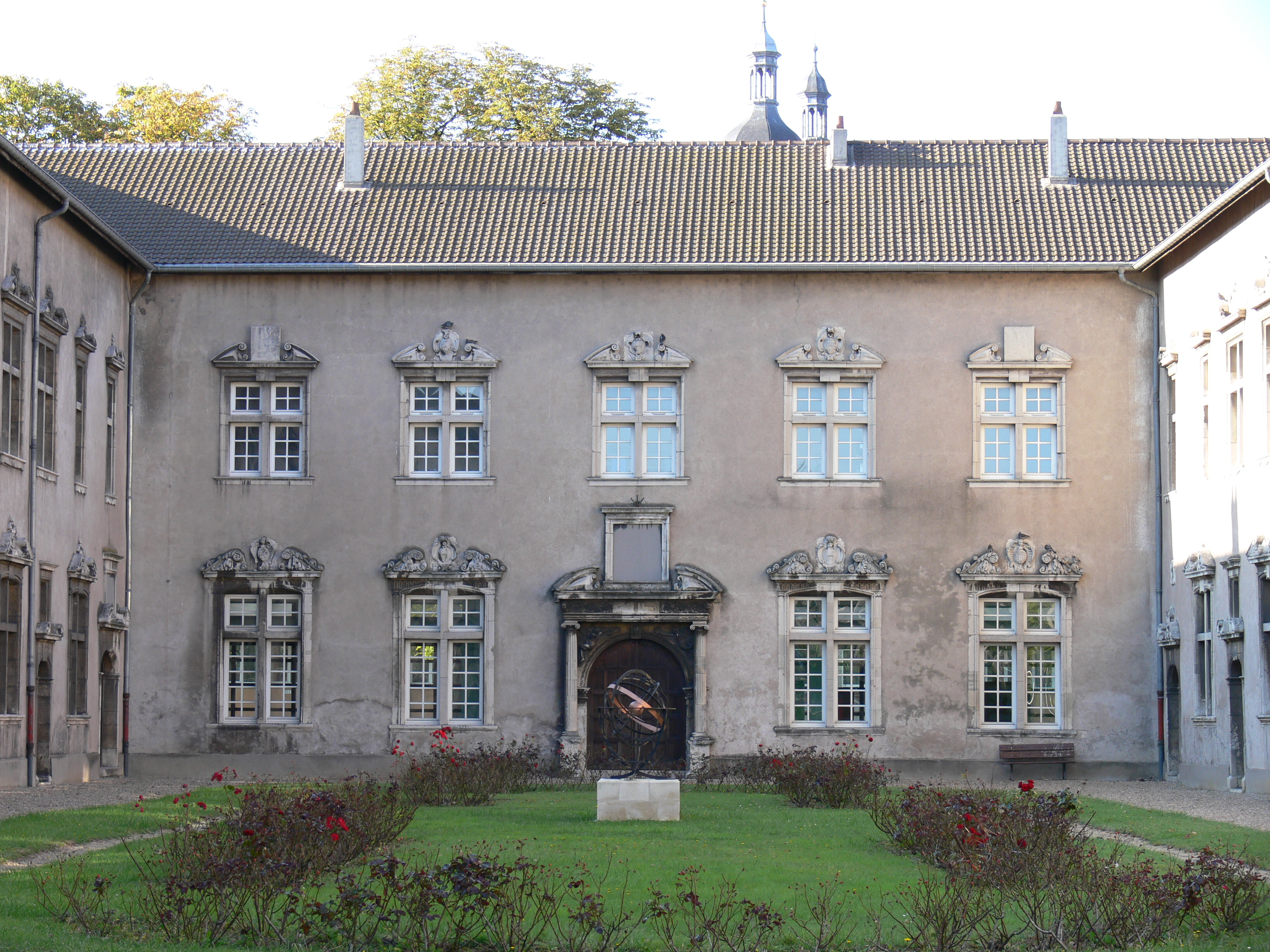
Façade renaissance de l'ancienne université de Pont-à-Mousson.

En 1572, le duc de Lorraine Charles III et son cousin, le cardinal Charles de Lorraine y fondent une université confiée aux jésuites par le pape Grégoire XIII dans la bulle In supereminenti. Aux portes de l'Allemagne protestante, encore terre d'Empire en passe de basculer dans le giron français, le pays mussipontain et le duché de Lorraine en général prenaient ainsi position dans les guerres de religion et la contre-réforme. C'est une création tridentine qui s'inscrit dans le projet du Saint-Siège de créer une « dorsale catholique » dans les pays d'« entre-deux » (axe lotharingien).
Au XVIIe siècle, l'université de Pont-à-Mousson se développe rapidement pour compter jusqu'à 2 100 étudiants. Cette université comptait quatre facultés : théologie, arts, droit et médecine. Des étudiants venus de toute l'Europe occidentale et centrale viennent y parfaire leurs études. Une rivalité oppose alors la rive droite (quartier Saint-Martin sous la houlette des jésuites) à la rive gauche (quartier Saint-Laurent réputé plus « chahuteur »). Ces divergences atteignent leur paroxysme lors de la violente querelle des imprimeurs, visant à savoir s'il fallait dire « Ponti Mussoni » ou « Mussiponti ». C'est cette dernière qui triompha et les habitants du Pont sont désormais appelés les mussipontains.
En 1626, sous l'égide de la comtesse-douairière de Haraucourt est fondé sans difficultés particulières le premier couvent de l'ordre de la Visitation des duchés. La mère Jeanne de Chantal vient en personne visiter cette nouvelle fondation et confie la vie spirituelle de ses filles au curé de Mattaincourt Pierre Fourier, religieux augustin et ancien élève de l'université mussipontaine, curé réputé pour la sainteté de sa vie.[réf. souhaitée] et cousin germain du jésuite, ex-recteur de l'université et confesseur de François de Sales, co-fondateur de la fondation
La Guerre de Trente ans qui ravage les duchés compromet gravement la prospérité de la ville et de l'université. En 1642, la ville est prise par les troupes françaises.[réf. souhaitée]

### XVIIIesiècle

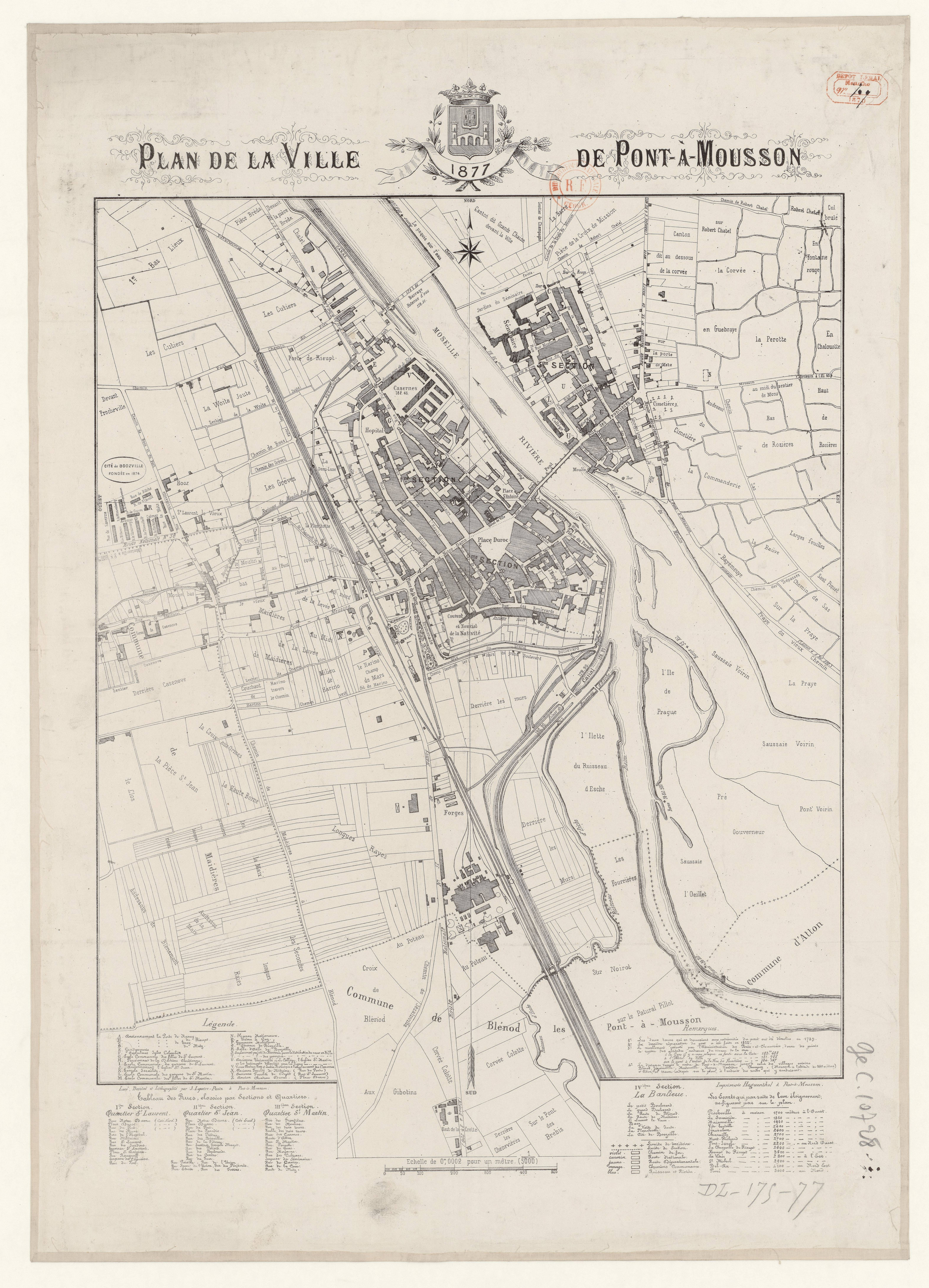
Plan de Pont-à-Mousson en 1877.

En 1697, après plus de 60 ans d'occupation par les troupes françaises, le Traité de Ryswick rend les duchés à leur titulaire légitime, Léopold Ier de Lorraine.  Déçu de ses relations avec la France, le duc se tourne d'avantage vers l'empire et envoie son héritier parfaire ses études à Vienne dans le secret espoir de le voir épouser la fille aînée et héritière de l'empereur ce qui est chose faite en 1736.  Cependant le jeune duc François III doit échanger contre la Toscane ses duchés qui sont remis à titre viager à l'ex-roi de Pologne dont les seuls mérites sont d'être le beau-père du roi de France. A peine nommé le roi polonais, par le traité secret de Meudon, s'engage à confier l'administration des duchés à un émissaire du roi de France. La Lorraine et le Barrois devenus français, la guerre de Trente Ans ayant atteint gravement la prospérité de la ville et celle de l'université, cette dernière est transférée en 1768 par Louis XV à Nancy au grand dam des Mussipontains. La ville ne conserve alors qu'un collège et une école royale militaire de renom, créée par Louis XVI.[réf. souhaitée]
Pont-à-Mousson continue cependant de rayonner dans les arts à travers une imagerie réputée qui rivalise longtemps avec celle d'Épinal. Une fabrique de papier mâché contribue également au développement culturel de la cité.
La ville fait partie du bailliage de Bar-le-duc, lors du rassemblement des états-généraux de 1789. Le comité local, la commune et la société populaire et républicaine de Pont-à-Mousson soutiennent alors énergiquement les événements parisiens lors de la Révolution Française.
La commune est chef-lieu de district de 1790 à 1795. Un premier bataillon de volontaires quitte la ville en 1791. Le 6 juin 1794, les administrateurs de la commune indiquent que la vente des biens des émigrés sur leur territoire se monte à plus de 452 000 livres, contre une estimation initiale de 214 000 livres.

### XIXesiècle

#### Premier Empire
La ville donne à l'épopée napoléonienne plusieurs noms célèbres. Le maréchal Duroc, grand maréchal du palais sous le Premier Empire, est né à Pont-à-Mousson en 1772. Il y fait d'ailleurs ses classes à l'École royale militaire, avant d'entrer à l'école d'artillerie de Châlons-en-Champagne. Le général Fabvier est lui aussi né à Pont-à-Mousson et deviendra un héros des guerres d'indépendance de la Grèce.[réf. souhaitée]
La ville est occupée par les coalisés en 1814 et 1815,,.

#### Restauration
Pont-à-Mousson, comme bien d'autres villes de France, abritait une communauté juive locale, qui se reflétait alors dans la toponymie avec la « rue de la poterne des Juifs ». Le statut des Juifs n'est plus distinct des autres citoyens depuis Napoléon. La synagogue de Pont-à-Mousson est construite en 1830. Il ne subsiste plus aujourd'hui, dans le paysage urbain, que l'ancienne synagogue (privée, désaffectée, non visitable) et le cimetière juif (privé).[réf. souhaitée]

#### Second Empire
Pont-à-Mousson bénéficie de sa propre imagerie, fondée en 1848 par Élie Haguenthal.[réf. souhaitée]
L'arrivée du chemin de fer en 1850 et la découverte du minerai de fer en 1856 favorisent l'expansion de la ville. La création de la société Anonyme des Hauts-Fourneaux et Fonderies de Pont-à-Mousson profite aussi bien du réseau ferré que de la voie fluviale toute proche. L'industrie sidérurgique permet à la ville de bénéficier d'un développement sans précédent.[réf. souhaitée]

#### Guerre de 1870
Le 12 août 1870, durant la guerre  de 1870, la ville est le théâtre de sévères combats de rue entre un détachement prussien et deux escadrons du 1er chasseurs d'Afrique,.
Le 11 septembre 1870, lors de son évasion, le général Ducrot passe par la ville.
Pendant la guerre  de 1870, l'abbaye des Prémontrés sert d'hôpital. La ville est temporairement reliée à Remilly par une ligne de chemin de fer, construite en un mois par l'armée allemande, pour raccourcir ses lignes logistiques ; cette voie ferrée est démantelée après la guerre.
Le traité de Francfort fait de Pont-à-Mousson une ville frontière qui va désormais jouer un rôle militaire et voir ses casernes se peupler de hussards, de dragons, de chasseurs à pied et verra passer les lieutenants Charles de Foucauld et de Lattre de Tassigny.[réf. souhaitée]

#### Pendant la «Belle époque»
La prospérité de la ville et le maintien de sa démographie face aux aires proches s'explique à la fois par la barrière frontalière (Metz est désormais allemande), par le maintien d'une garnison militaire et par le dynamisme de l'industrie locale. La population s’accroît de moitié entre 1870 et 1900.[réf. souhaitée]
Le quartier de Boozville est créé vers 1870, à l'emplacement d'un ancien casernement prussien. Les bâtiments sont d'abord loués aux ouvriers immigrés de la Lorraine occupée. Il est au fur et à mesure transformé et des maisons de plain-pied, en bandes parallèles, sont construites jusque dans les années 1930[réf. souhaitée].
En 1887, la fonderie de Pont-à-Mousson se fait reconnaître un droit à la vente de 50 % des canalisations en France ; en 1894, le rétablissement de la libre-concurrence lui permet de s'arroger davantage de parts de marché encore, soit 82 % des tonnages expédiés dans l'hexagone. En 1907, face à la concurrence internationale et à la crise des ventes (le marché français est devenu dépressif à partir de 1898), les fonderies commencent à exporter leurs productions.

### XXesiècle
L'abbaye des Prémontrés devient propriété de la commune en 1906.[réf. souhaitée]
En 1910, la première équipe féminine de football en France a vu le jour à l'École supérieure pour jeunes filles de Pont-à-Mousson.

#### Première Guerre mondiale
Pont-à-Mousson et sa région ont étés le lieu de redoutables et tragiques combats durant la Première Guerre mondiale. Lors des bombardements de la ville par les Allemands, la population intra-muros descend à moins de cinquante habitants, la plupart des citadins préférant se mettre hors de portée des batteries impériales. Les artilleurs allemands, postés depuis les hauteurs de Bouxières-sous-Froidmont, donnent du canon grâce aux indications d'un ballon observateur surplombant la vallée.[réf. souhaitée]
Par la suite, le front se déplace plus à l'ouest. Les combats et batailles du Bois-le-Prêtre, de la Croix des Carmes, du signal de Xon, du Grand-Couronné, de la Haute Meurthe évoquent les terribles batailles entre soldats français et allemands. Le cimetière du Pétan nous rappelle le prix payé par les belligérants durant cette guerre.[réf. souhaitée]

#### Entre-deux-guerres
La ville reçoit de la main du président Raymond Poincaré, en 1921, la Croix de guerre 1914-1918 avec palme et peu après, du député Désiré Ferry, la croix de la Légion d'honneur. L'association « Les loups du Bois-le-Prêtre » maintient le souvenir des combats de la région de Pont-à-Mousson et au Bois-le-Prêtre en particulier. Le nouveau monument de la « Croix des Carmes » conserve dans le béton les fragments en bois de l'ancienne croix.[réf. souhaitée]
Le kiosque qui trônait au centre de la place Duroc avant-guerre est remplacé par la fontaine actuelle, qui participe au cachet de ce lieu central de la ville. La fontaine est dédiée aux sacrifices des ambulanciers américains pendant la Grande Guerre.
La ville profite largement de la prospérité de l'entreprise Saint-Gobain, qui exporte dès les débuts de son existence mais dont la croissance s'étend au fil des années, jusqu'à former un vaste empire industriel, notamment en Amérique du Sud.

#### Seconde Guerre mondiale
La ville est titulaire de la Croix de guerre 1939-1945 avec étoile d'argent. Pont-à-Mousson est gravement endommagée en 1944, avant d'être libérée par la 80e division américaine, de la troisième armée du général Patton, aidée par une résistance locale active.[réf. souhaitée]
Le second conflit mondial voit la ville essuyer de nouvelles mises à mal de son patrimoine, telles la destruction de la chapelle Jeanne d'Arc à Mousson soufflée par les bombardements américains mais aussi l'incendie de la bibliothèque des Prémontrés, qui comportait encore de nombreux ouvrages reliés.[réf. souhaitée]

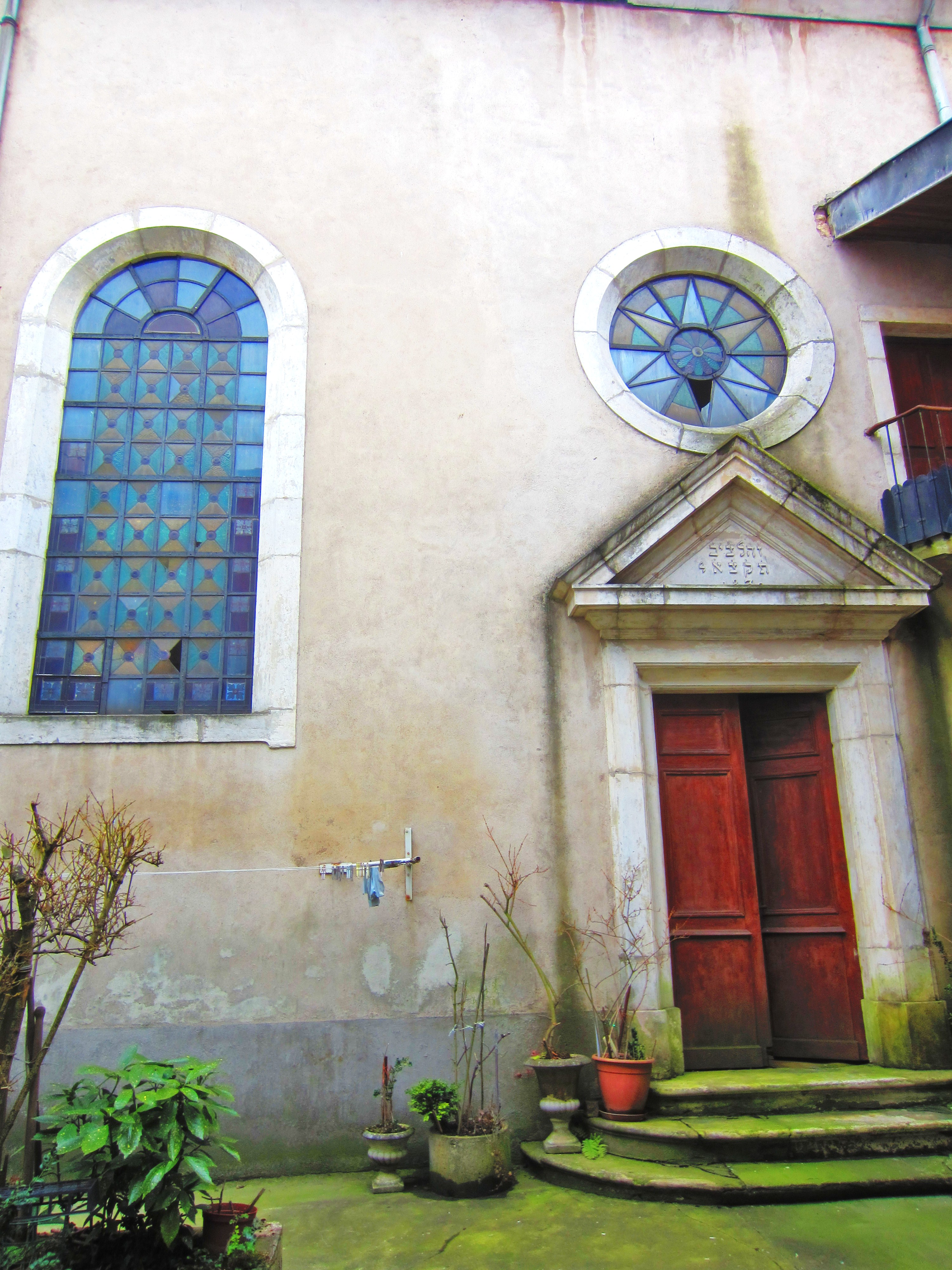
La synagogue de Pont-à-Mousson.

Le pont est démoli par les Allemands en 1940, remplacé par une passerelle qui est ensuite dynamitée en 1944. La ville est dotée d'une kommandantur. Les Mussipontains juifs sont en grande partie déportés, la plupart n'en reviendront pas.[réf. souhaitée]

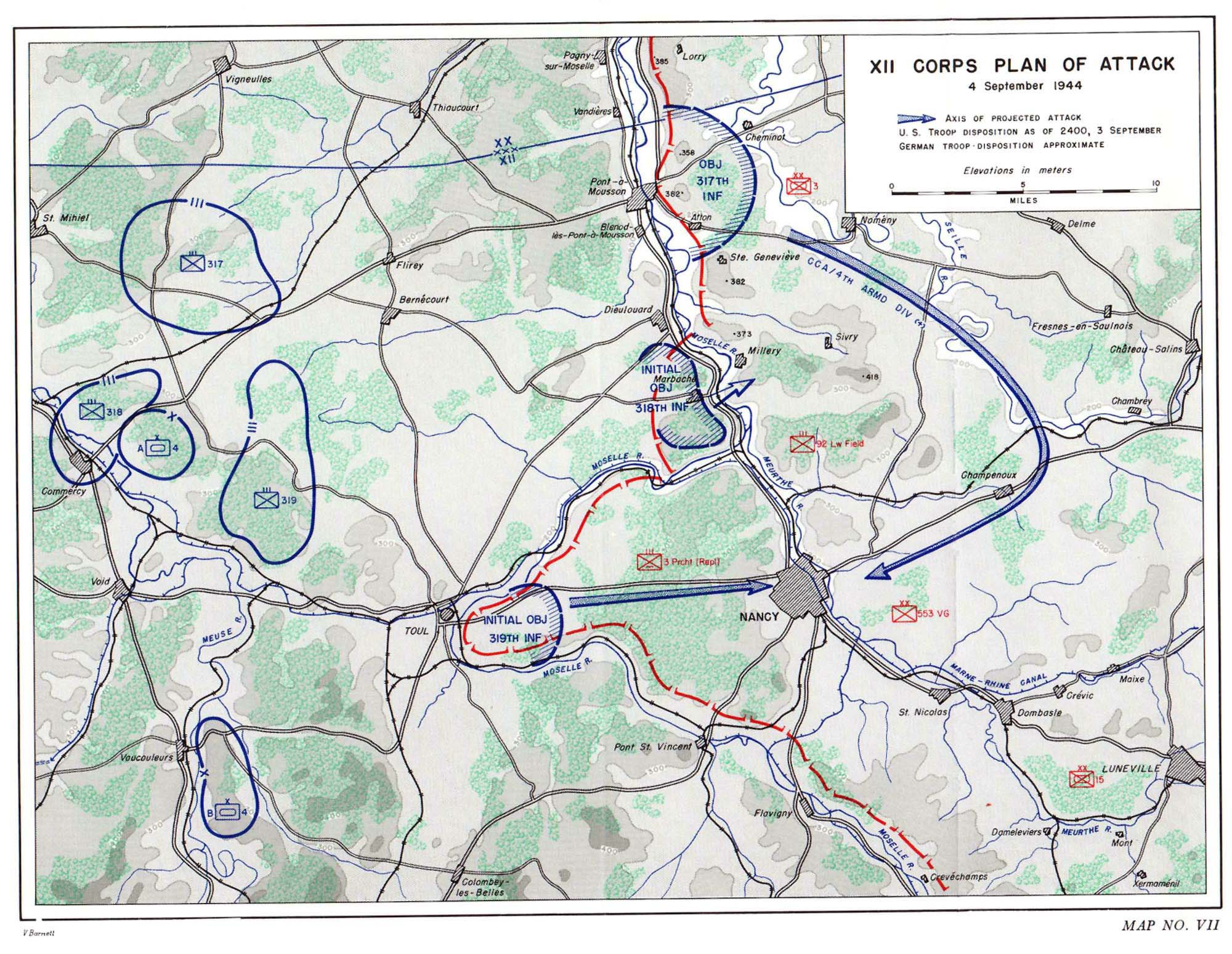
Plan initial de libération de Nancy incluant un mouvement de contournement par Pont-à-Mousson, au Nord.

La bataille de Pont-à-Mousson est amorcée en diversion pour permettre la libération de Nancy. Les Américains sont à Dieulouard autour du 10 septembre mais se heurtent à une résistance acharnée, au-delà de leurs estimations. Pont-à-Mousson est un secteur mineur pour le commandement allié mais la Wehrmacht considère ce point de passage comme stratégique, en prélude aux affrontements de Metz, qui a été déclarée « reichsfortress » le 2 septembre ; les troupes allemandes font donc tout pour ralentir l'avance des alliés et ainsi permettre à la garnison messine de fortifier ses défenses.[réf. souhaitée]
La ville de Pont-à-Mousson est reprise péniblement par les américains de l'armée Patton, durant tout le mois de septembre 1944. Le quartier Ouest est évacué par l'occupant mais les troupes alliées mettent plusieurs semaines à prendre pied sur la rive Est. Un tireur embusqué dans les tours de l'église Saint-Martin vise les troupes alliées.[réf. souhaitée]
Une première traversée de la Moselle, au niveau de l'île d'Esch, est repoussée à la suite d'un malencontreux bombardement ami. Le général Edmund Searby est tué sur la colline de Mousson le 14 septembre. La date officielle retenue pour la libération de Pont-à-Mousson est le 17 septembre mais les combats durent encore plusieurs jours.[réf. souhaitée]
Pour ne rien arranger, l'avancée des alliés est encore ralentie par des inondations en octobre 1944.

#### Fin duXXesiècle
Six habitants ont été admis parmi les 4 281 Justes parmi les nations de France pour avoir sauvé des personnes juives persécutées par le régime nazi et le gouvernement de Vichy :
Germaine Bour ;
Paul Grosse ;
Cécile Hergott ;
Victor Hergott ;
Roger Ledain ;
Lucien Louyot.
À la suite de la guerre, des baraquements sont élevés place Duroc pour permettre à la ville de retrouver une activité commerciale. Certaines de ces « baraques » seront encore en usage 1955.[réf. souhaitée]
En 1947, de graves crues inondent complètement la ville, tout comme de nombreuses autres communes le long de la Moselle. Les fondations de la reconstruction du pont et la passerelle provisoire sont emportés. Pendant plusieurs jours, les habitants se déplacent en barque dans les rues de Pont-à-Mousson.
Le pont de la ville est reconstruit en 1949 par l'architecte Paul Gélot, qui lui laisse son nom.
Un pont supplémentaire, dit « le nouveau pont », situé en aval de la ville, offre un deuxième point de passage sur la Moselle. Ce long viaduc est inauguré le 31 janvier 1986.

### XXIesiècle
En 2011, la ville célèbre, par de multiples manifestations et expositions, ses 750 années d'existence officielle.
Le lycée Bardot ferme ses portes en 2016. Il a été un temps envisagé d'ouvrir une école d'esport entre ses murs, décision qui a été confirmée en 2019.

## Politique et administration

### Administration municipale
Pont-à-Mousson est chef-lieu du canton du même nom, formé également par les communes de Atton, Autreville-sur-Moselle, Belleville, Bezaumont, Bouxières-sous-Froidmont, Champey-sur-Moselle, Landremont, Lesménils, Loisy, Millery, Morville-sur-Seille, Mousson, Port-sur-Seille, Sainte-Geneviève, Ville-au-Val et Vittonville.

### Tendances politiques et résultats
En 2017 à Pont-à-Mousson, lors du deuxième tour de l'élection présidentielle, Emmanuel Macron (En Marche!) arrive en tête avec 60,02 % des voix, devant Marine Le Pen (FN) qui comptabilise 39,98 % des suffrages.
Au total, 5,41 % des votants ont voté blanc.

### Budget et fiscalité 2023
En 2023, le budget de la commune était constitué ainsi :
- total des produits de fonctionnement : 18 601 000 €, soit 1 278 € par habitant ;
- total des charges de fonctionnement : 17 127 000 €, soit 1 177 € par habitant ;
- total des ressources d'investissement : 10 733 000 €, soit 738 € par habitant ;
- total des emplois d'investissement : 108 765 000 €, soit 748 € par habitant ;
- endettement : 13 689 000 €, soit 941 € par habitant.

Avec les taux de fiscalité suivants :
- taxe d'habitation : 9,59 % ;
- taxe foncière sur les propriétés bâties : 32,53 % ;
- taxe foncière sur les propriétés non bâties : 30,29 % ;
- taxe additionnelle à la taxe foncière sur les propriétés non bâties : 0,00 % ;
- cotisation foncière des entreprises : 0,00 %.

Chiffres clés Revenus et pauvreté des ménages en 2021 : médiane en 2021 du revenu disponible, par unité de consommation : 21 410 €.

### Jumelages
La ville de Pont-à-Mousson est jumelée à  Landstuhl (Allemagne) depuis le 16 juillet 1967.

## Population et société

### Démographie

#### Évolution démographique
L'évolution du nombre d'habitants est connue à travers les recensements de la population effectués dans la commune depuis 1793. Pour les communes de plus de 10 000 habitants les recensements ont lieu chaque année à la suite d'une enquête par sondage auprès d'un échantillon d'adresses représentant 8 % de leurs logements, contrairement aux autres communes qui ont un recensement réel tous les cinq ans,.

En 2022, la commune comptait 14 383 habitants, en évolution de −0,15 % par rapport à 2016 (Meurthe-et-Moselle : −0,13 %, France hors Mayotte : +2,11 %).
| 1793  | 1800  | 1806  | 1821  | 1831  | 1836  | 1841  | 1846  | 1851  |
| ----- | ----- | ----- | ----- | ----- | ----- | ----- | ----- | ----- |
| 6 428 | 6 738 | 7 000 | 7 005 | 7 039 | 7 261 | 7 131 | 7 140 | 7 079 |

| 1856  | 1861  | 1872  | 1876   | 1881   | 1886   | 1891   | 1896   | 1901   |
| ----- | ----- | ----- | ------ | ------ | ------ | ------ | ------ | ------ |
| 7 709 | 8 115 | 8 211 | 10 970 | 11 293 | 11 585 | 11 595 | 12 701 | 12 847 |

| 1906   | 1911   | 1921  | 1926   | 1931   | 1936   | 1946   | 1954   | 1962   |
| ------ | ------ | ----- | ------ | ------ | ------ | ------ | ------ | ------ |
| 13 543 | 14 009 | 8 891 | 11 726 | 12 646 | 11 343 | 10 239 | 11 416 | 12 802 |

| 1968   | 1975   | 1982   | 1990   | 1999   | 2006   | 2011   | 2016   | 2021   |
| ------ | ------ | ------ | ------ | ------ | ------ | ------ | ------ | ------ |
| 13 406 | 14 830 | 14 942 | 14 645 | 14 592 | 13 879 | 14 929 | 14 404 | 14 338 |

| 2022   | - | - | - | - | - | - | - | - |
| ------ | - | - | - | - | - | - | - | - |
| 14 383 | - | - | - | - | - | - | - | - |

### Enseignement
La ville de Pont-à-Mousson a accueilli au fil des âges de nombreuses institutions éducatives :
- Lycée Marquette, école royale militaire de 1776 à 1793.[réf. souhaitée]
- Université de Pont-à-Mousson, fondée en 1572.[réf. souhaitée]
- Lycée Jean-Hanzelet.[réf. souhaitée]
- Cité scolaire Jacques-Marquette (collège et lycée)[réf. souhaitée]
- Anciennement le lycée professionnel Hélène-Bardot, fermé en 2016 afin de laisser place à des projets de la ville. Ce dernier devait être remplacé en 2021 par une école d'« e-sport »[88] mais cela ne s'est pas fait.

### Manifestations culturelles et festivités
De nombreuses manifestations sont organisées régulièrement,. Aux programmations ponctuelles s'ajoutent des événements et festivals récurrents :
- les Estivales proposent des concerts de musique sur la place Duroc, tous les samedis d'été ;
- la « Fête du nautisme » a lieu chaque année et mobilise les associations et les clubs sportifs de la ville ;
- un festival annuel de musique de cinéma, « Des notes et des toiles »[91] : inauguré en 2015[92] se déroule chaque année à l'espace Montrichard ;
- un festival médiéval biannuel, « Les Médiévales de PaM », créé en 2011[93], se tient environ tous les deux ans depuis 2014, et se déroule le dernier week-end de septembre. Entrée gratuite pour les visiteurs costumés. Les médiévales rassemblent régulièrement plus de 10 000 visiteurs sur le week-end. Une interruption causée par la crise de la Covid a empêché sa tenue en 2022. Les Médiévales reprennent en 2024[94] ;
- un festival annuel consacré aux jeux vidéo, « Les Gamers à PaM »[95] ;
- un festival annuel de jeux de société, « Les jeux du Roc »[96] : festival gratuit d'initiation et de découverte de jeux de société, proposant aussi des tables de sélections et qualifications pour plusieurs tournois nationaux de jeux de cartes à jouer et à collectionner.

### Santé
Professionnels et établissements de santé :
- médecins à Pont-à-Mousson, Atton, Blénod-lès-Pont-à-Mousson, Maidières ;
- pharmacies à Pont-à-Mousson, Blénod-lès-Pont-à-Mousson, Maidières ;
- hôpitaux à Pont-à-Mousson, Faulx, Pompey.

### Cultes
- Culte catholique, Paroisse Saint Pierre Fourier En Pays Mussipontain[98], Diocèse de Nancy-Toul.

### Sports
La ville a accueilli les championnats de France de karaté minimes les 19 et 20 avril 2014.[réf. souhaitée]
Le club de rugby de Pont-à-Mousson a fêté ses 50 ans en 2015.[réf. souhaitée]
Le Judo Sporting Club de Pont-à-Mousson a, depuis quelques années, la chance d'accueillir en début d'année des judokates cubaines ayant des palmarès remplis au niveau mondial et olympique.[réf. souhaitée]

## Économie

### Entreprises et commerces

#### Agriculture
- Sylviculture et autres activités forestières.
- Culture et élevage associés.
- Élevage de chevaux et d'autres équidés
- Élevage d'autres animaux.

#### Tourisme
- Hôtellerie et restauration.

#### Commerces et services
- Métallurgie,
- Constructions mécaniques,
- Brasserie « Les Brasseurs de Lorraine »,
- Production de béton (Vicat).
- Sidérurgie.

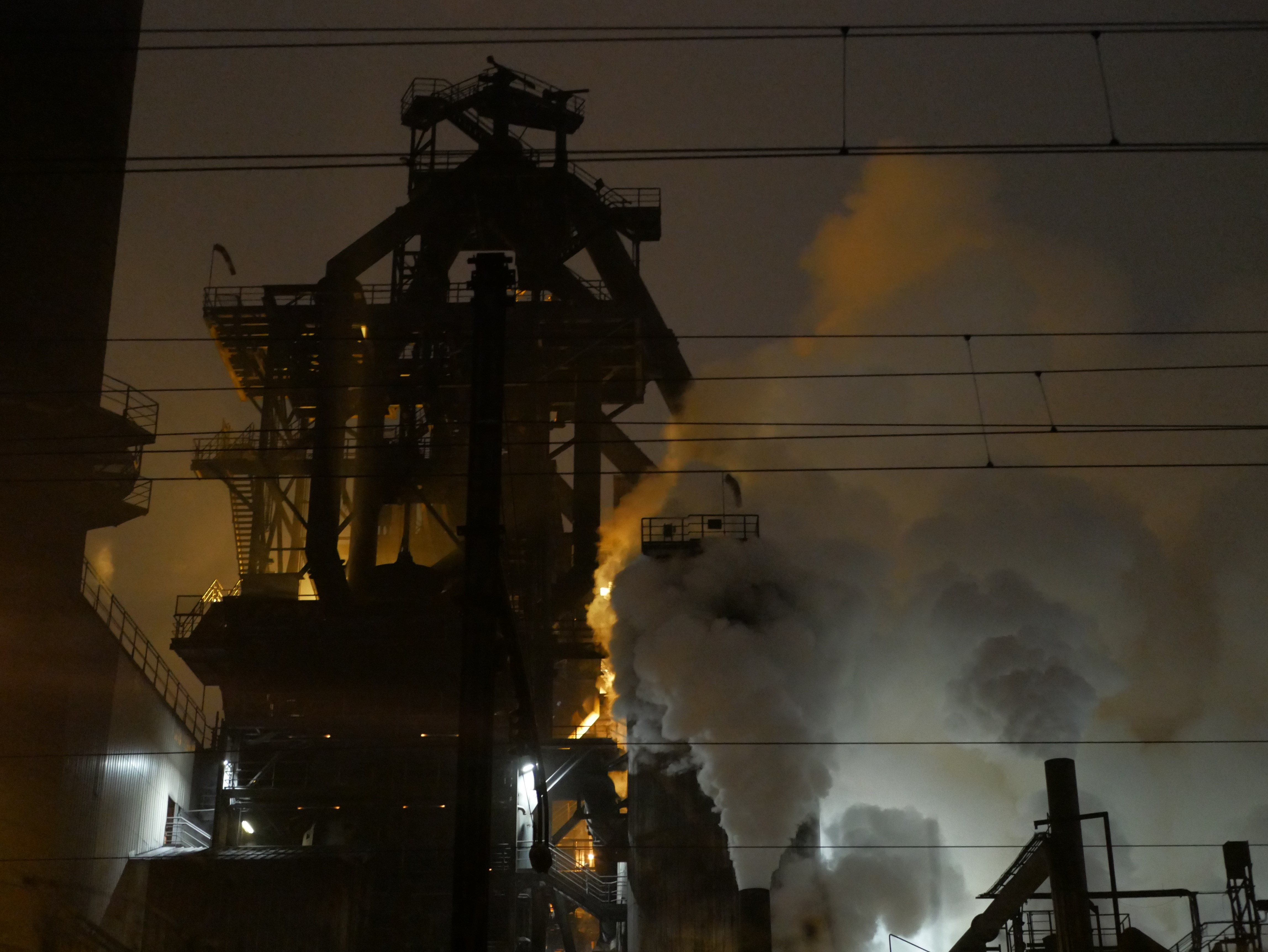
Haut-Fourneau n° 1 de Pont-à-Mousson.
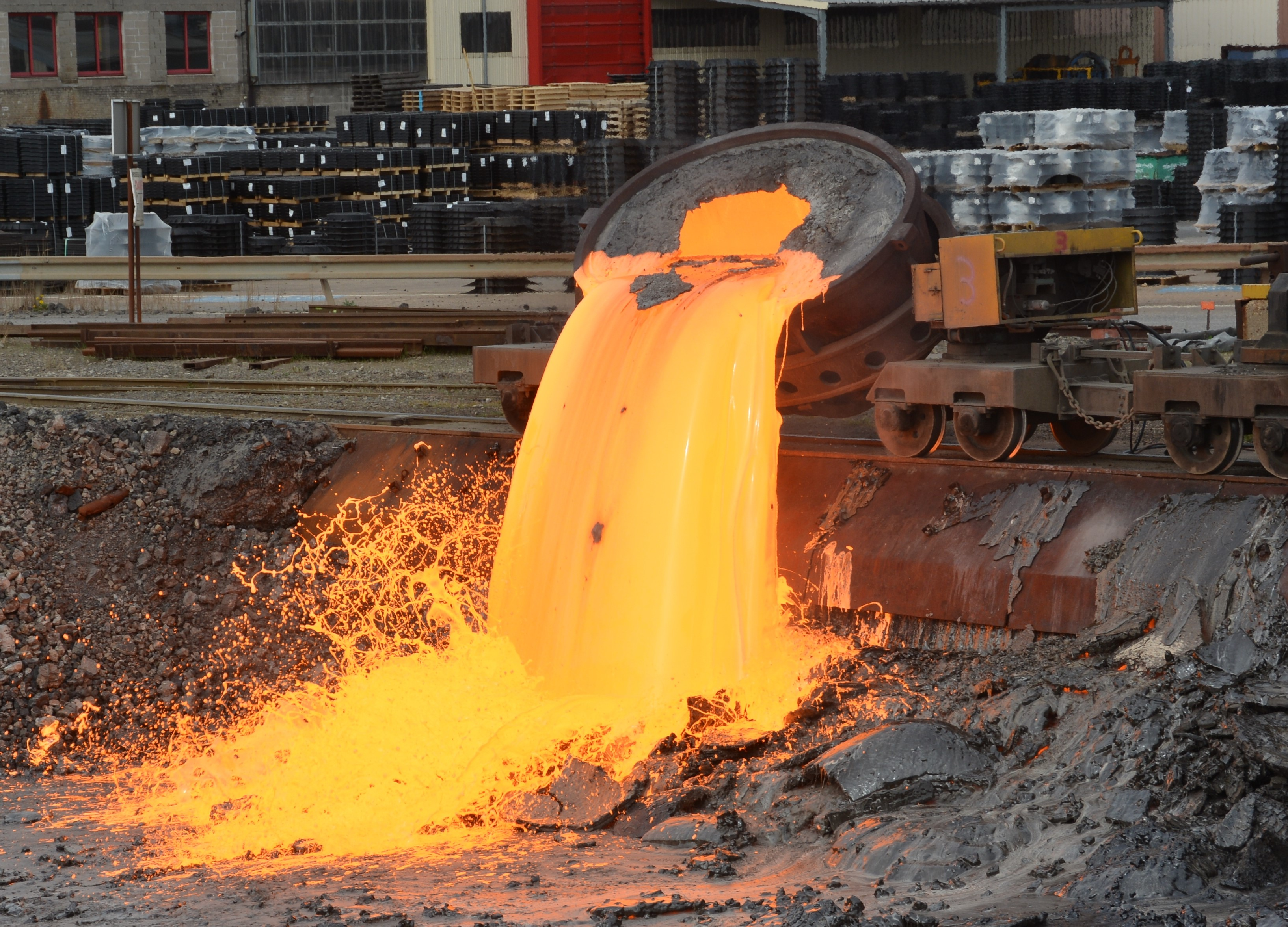
Coulée de laitier, Pont-à-Mousson 2022.
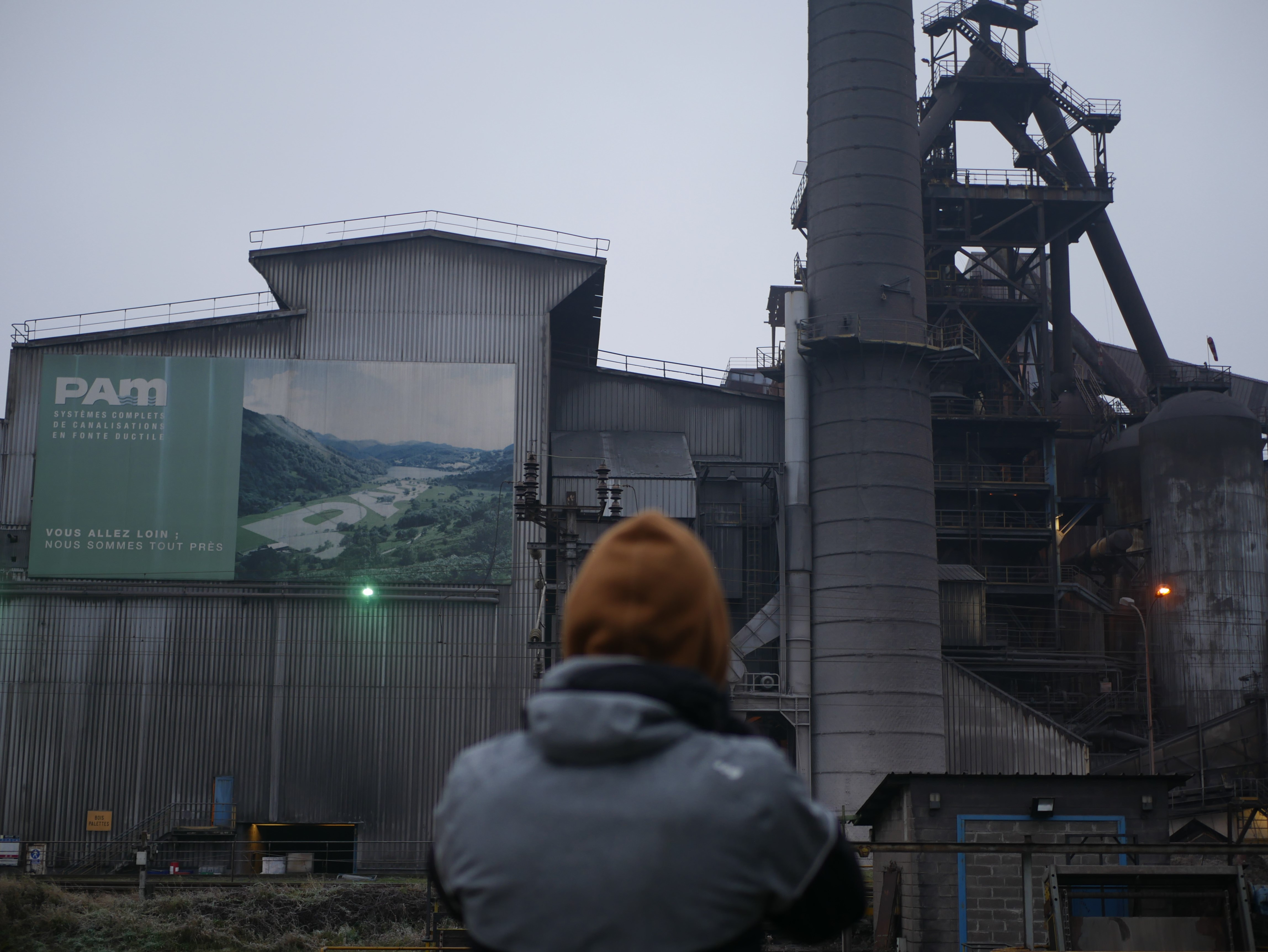
Vue globale de l'usine.
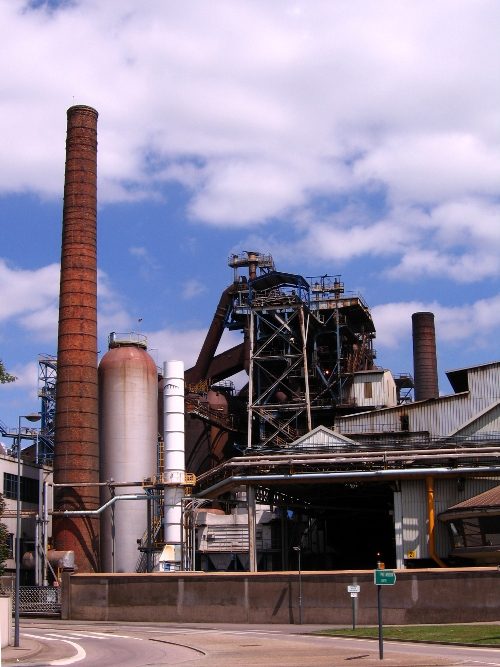
Les usines Saint-Gobain.
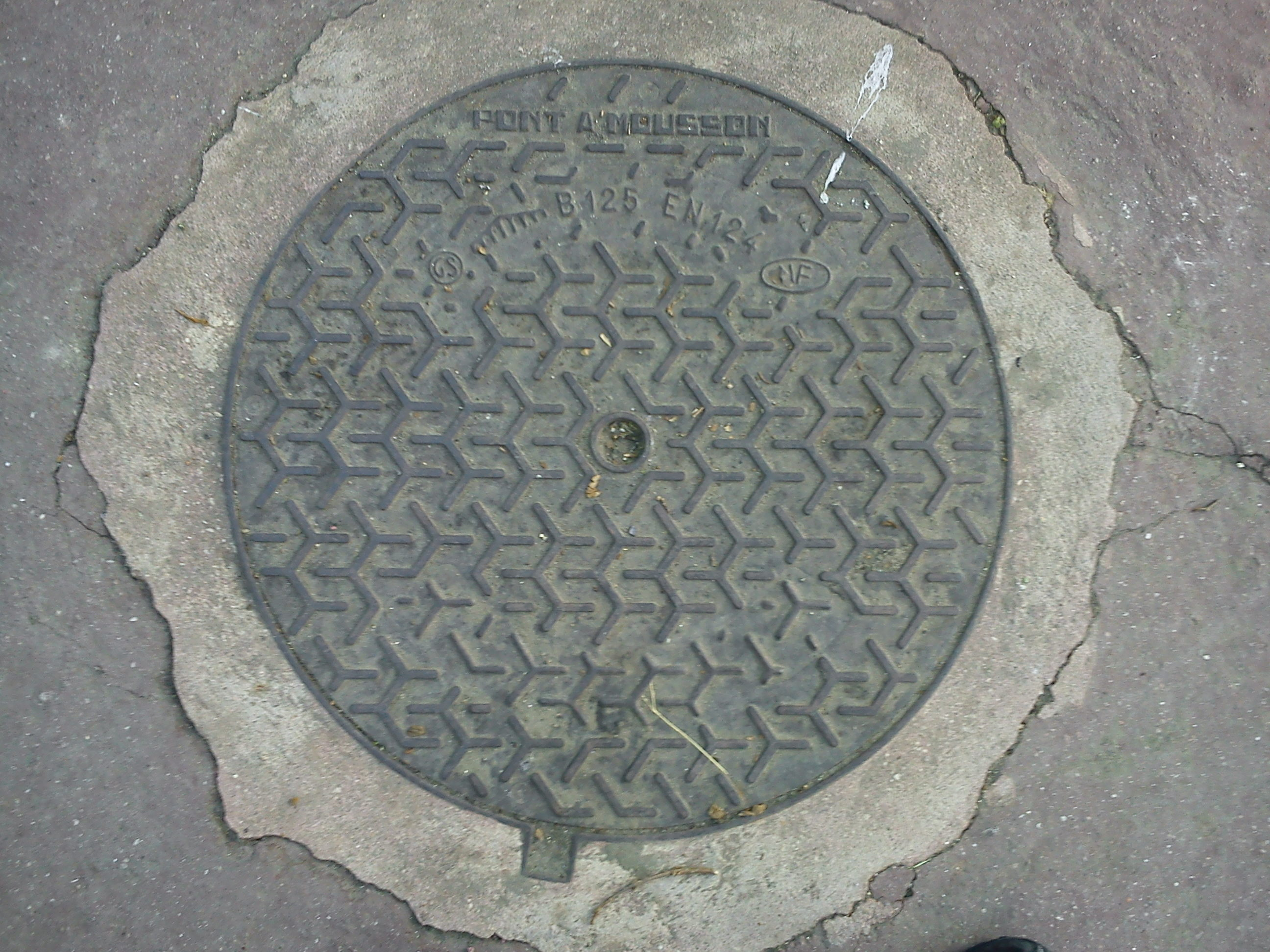
Plaque d'égout Pont-à-Mousson.

L'usine de Pont-à-Mousson, fondée en 1856, a été rapidement dotée de deux hauts fourneaux (1857 et 1858) marchant tantôt au bois, tantôt au coke. Deux autres hauts fourneaux complètent ce premier ensemble fin 1861 et sans doute en 1867 avec des productions faibles de l'ordre de cinq à six tonnes par jour et par haut-fourneau.[réf. souhaitée]
En 1869, la production est de 24 000 tonnes de fonte brute et de 7 000 tonnes de moulées. En 1894, cinq hauts fourneaux sont à feu, et ce jusqu'à la veille de la Première Guerre mondiale. L'usine est alors gravement endommagée puis redémarre progressivement, l'un des hauts fourneaux étant remis à feu en présence de Raymond Poincaré. Entre octobre 1924 et février 1925, les monte-charges des hauts fourneaux sont remplacés par des transporteurs aériens.[réf. souhaitée]
L'usine compte cinq hauts fourneaux avant et après la Seconde Guerre mondiale, et ce jusqu'en 1964, où elle n'a plus alors que quatre hauts fourneaux. En 2018, l'usine possède trois hauts fourneaux, ils fonctionnent à tours de rôle en fonction de la demande et seuls deux hauts fourneaux fonctionnent en même temps.[réf. souhaitée]
L'usine sidérurgique de Pont-à-Mousson, maintenant dans l'activité Saint-Gobain Canalisations, filiale de Saint-Gobain, fabrique des canalisations en Fonte ductile qui équipent de nombreux réseaux d'eau, notamment d'égouts en France. Elle est célèbre pour ses plaques d'égout retrouvables partout dans le monde, qui ne représentent pourtant qu'une petite partie de sa production.[réf. souhaitée]

### Lieux et monuments

Panorama de la place Duroc.
De gauche à droite :
clocher de l'église Saint-Laurent - Hôtel de Ville - un clocher de l'église Saint-Martin (au loin) - Cinéma Concorde (au milieu) - Maison des Sept-Péchés-capitaux (à droite)

## Culture locale et patrimoine

### Édifices civils

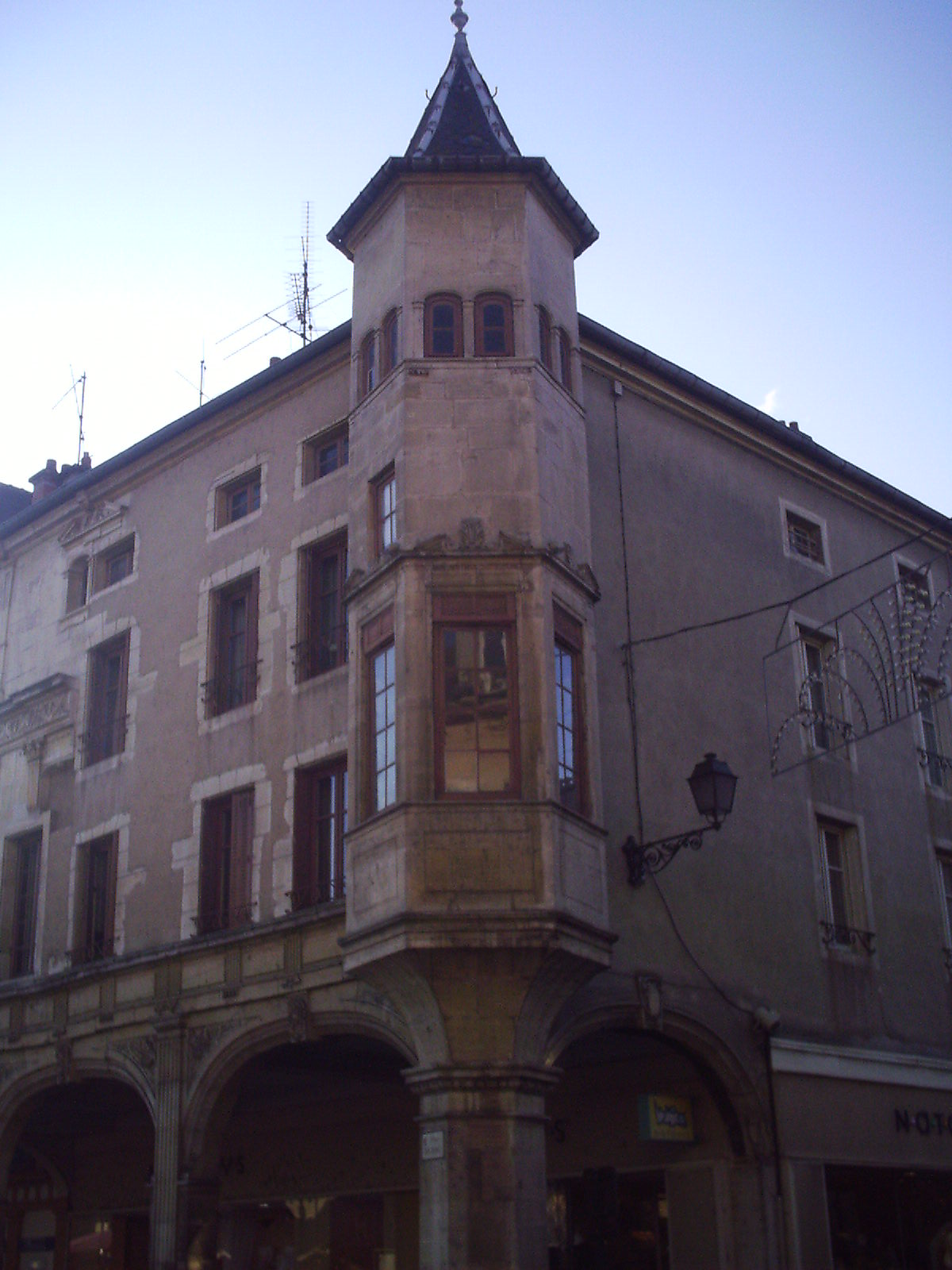
Maison des Sept-Péchés-capitaux.

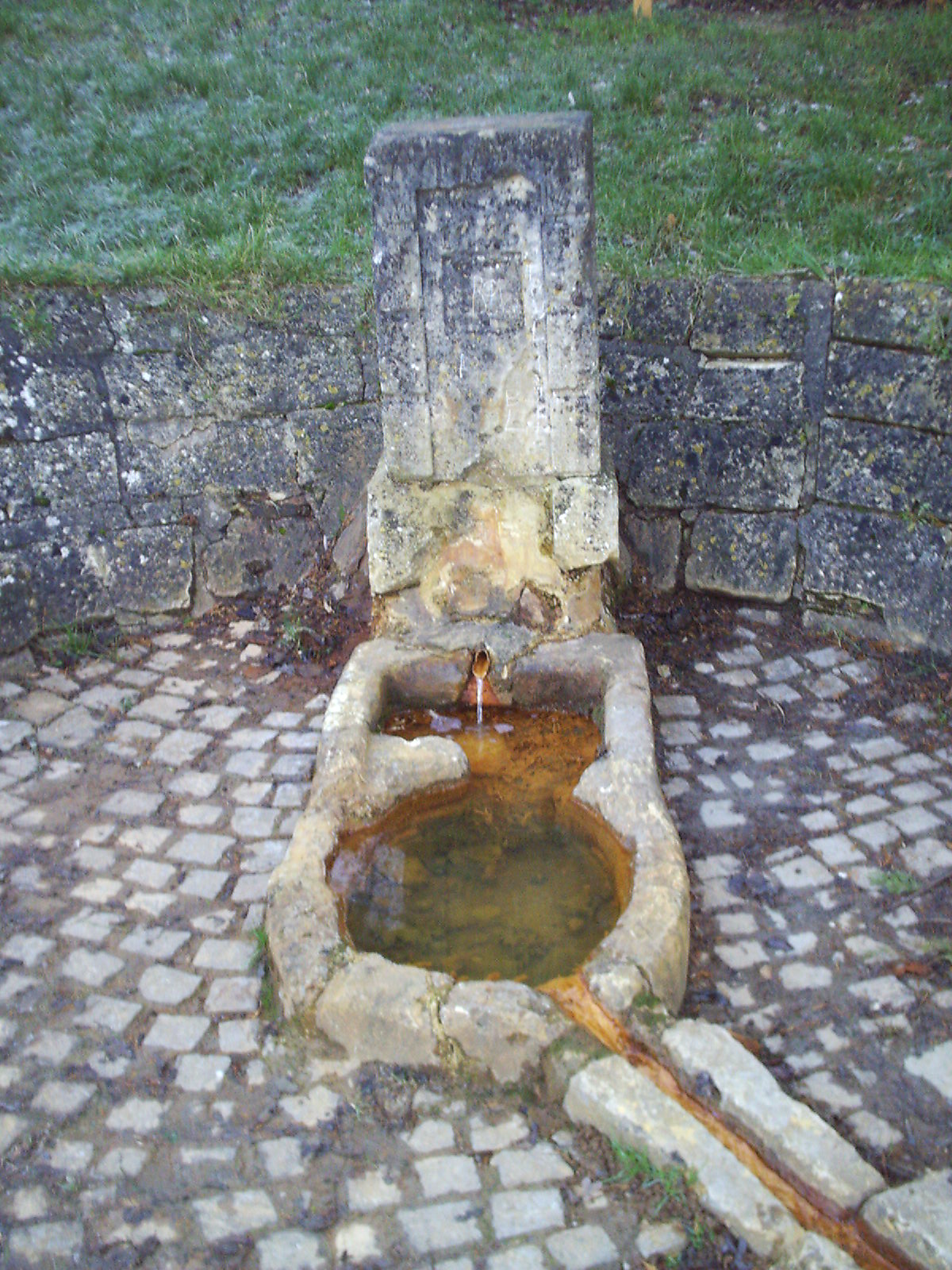
Fontaine Rouge.

- La pierre au Jô, menhir érigé à l'époque néolithique objet d'un classement.
- Substructions gallo-romaines à Montrichard et à la Vitrée[99] ; la ville était située sur la grande voie menant d'Aix à Lyon par Cologne et Trèves.
- Château urbain ou maison-forte des ducs de Bar à Pont-à-Mousson. Construite en 1359 par le duc Robert Ier de Bar, reconstruite en 1395, puis entièrement réaménagée en 1481 et encore en 1496 par René II de Lorraine. Il fut détruit sur ordre de Richelieu. Parachevée par le maréchal François de Créquy en 1670. Il occupait l'emplacement des casernes actuelles. Y est née en 1429 Marguerite d'Anjou, épouse d'Henri VI d'Angleterre[100].
- Château de Booz construit en 1775 pour Jean-François Trouard de Riolle, rasé en 1970 pour élargir la route de Pagny-sur-Moselle.
- La place Duroc XVIe au XVIIIe siècle, unique place historique triangulaire d'Europe est un vaste triangle ceinturé de maisons à arcades. Elle est notamment bordée de monuments classés.
- Ancienne Maison des Échevins[101].
  - La maison des Sept-Péchés-capitaux XVIe siècle. « Le château d'Amour », bâtiment du XVIe siècle, résidence ducale sur la place Duroc.
  - L'hôtel de ville est une élégante construction de style Louis XVI, œuvre de Lecreulx, réalisée par Claude Mique de 1786 à 1791[102].
- La Fontaine Rouge doit son nom à l'eau ferrugineuse qui coule depuis des siècles au même débit soit 250 litres à l'heure et à 11 °C de température. Richelieu, venu araser la place forte de Mousson, ne manqua pas de profiter des vertus curatives de cette source.
- L'ancien lavoir et marché couvert[103].
- La Cour d'Honneur de l'ancienne université (début XVIIe siècle), porte du parloir, aujourd'hui lycée.
- Maisons XVIe siècle, rue Saint-Laurent.
- Empreinte de la tour de Prague XVe siècle, rue des Fossés.
- Manège de l'ancienne caserne Duroc XIXe siècle.
- Façades de l'ancien observatoire.
- Devanture du magasin Michel, 16, rue Clemenceau.
- Maison de la Monnaie, 2, rue de la Poterne ; rue Magot-de-Rogeville construit dans le 4e quart du XVIe siècle.
- Le pont Gélot, du nom de son constructeur Paul Gélot. Un pont à péage était existant au XIIe siècle, dont les destructions et reconstructions furent récurrentes. La dernière destruction, qui date du 4 septembre 1944, a lieu durant la libération de la France et plus particulièrement lors de la libération de Nancy les troupes allemandes, poursuivie par l'Armée Patton, faisant sauter le pont pour protéger leur retraite. Il sera rétabli le 1er juillet 1949.
- Les fonderies, situées avenue Camille-Cavallier. Créées à partir de 1856, ces fonderies sont situées à cheval sur les communes de Pont-à-Mousson et Blénod-lès-Pont-à-Mousson désormais propriété de l'entreprise Saint-Gobain. C'était initialement une petite forge qui produisait de la fonte avec du minerai venant de Marbache.

### Édifices religieux
- L'abbaye des Prémontrés de Pont-à-Mousson ou ancien petit séminaire XVIIIe siècle.
- L'église Saint-Martin de Pont-à-Mousson, XIVe et XVe siècles[104].
- L'église Saint-Laurent de Pont-à-Mousson, XVe siècle, XVIIIe , XIXe siècle. Elle possède un retable du XVIe siècle, un christ montant au calvaire attribué autrefois à Ligier Richier, ainsi qu'un chandelier pascal en bois doré[105].
- L'église Saint-Jean de Pont-à-Mousson, XIIIe siècle, devenue maison privée il en subsiste le porche.
- La chapelle de l'institut, établissement créé en 1851, fondé par Joseph Magot à l'emplacement d'un couvent des minimes supprimé à la Révolution, devenue salle d'exposition.
- L'ancien collège des jésuites (lycée) : façade sur la cour intérieure XVIIe siècle
- L'ancienne chapelle au quartier Boozville aujourd'hui désaffectée.
- La synagogue, datant de 1830, se trouvait rue Charles-Lepois (48° 54′ 01,68″ N, 6° 03′ 23,23″ E). Elle n'est pas visible de la rue car elle se trouve au centre du pâté de maisons, derrière la maison du rabbin, transformée en logement. Selon Max Polonovski, elle devait être détruite à la fin du XXe siècle[106], toutefois, en 2010, le bâtiment est toujours debout car on peut apercevoir le faîte du toit avec ses deux épis de faîtage qui dépassent au-dessus des maisons. La rue de la Poterne est l'ancienne rue des Juifs. Pont-à-Mousson a aussi un cimetière juif, rue Robert-Blum.
- Le monument aux morts[107] : conflits commémorés : première Guerre mondiale, seconde Guerre mondiale,  guerre d'Indochine, guerre d'Algérie[108].

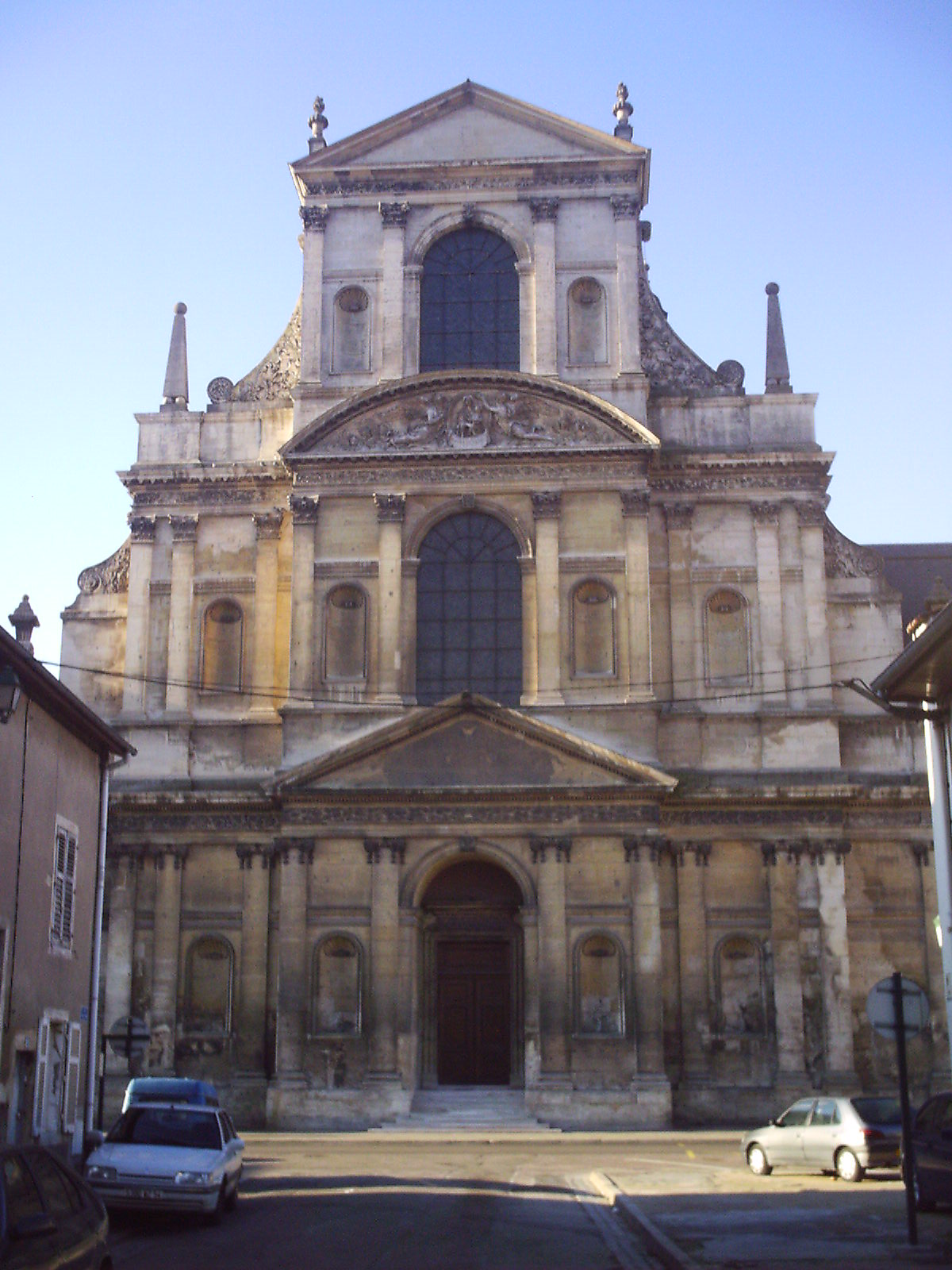
Abbaye des Prémontrés.
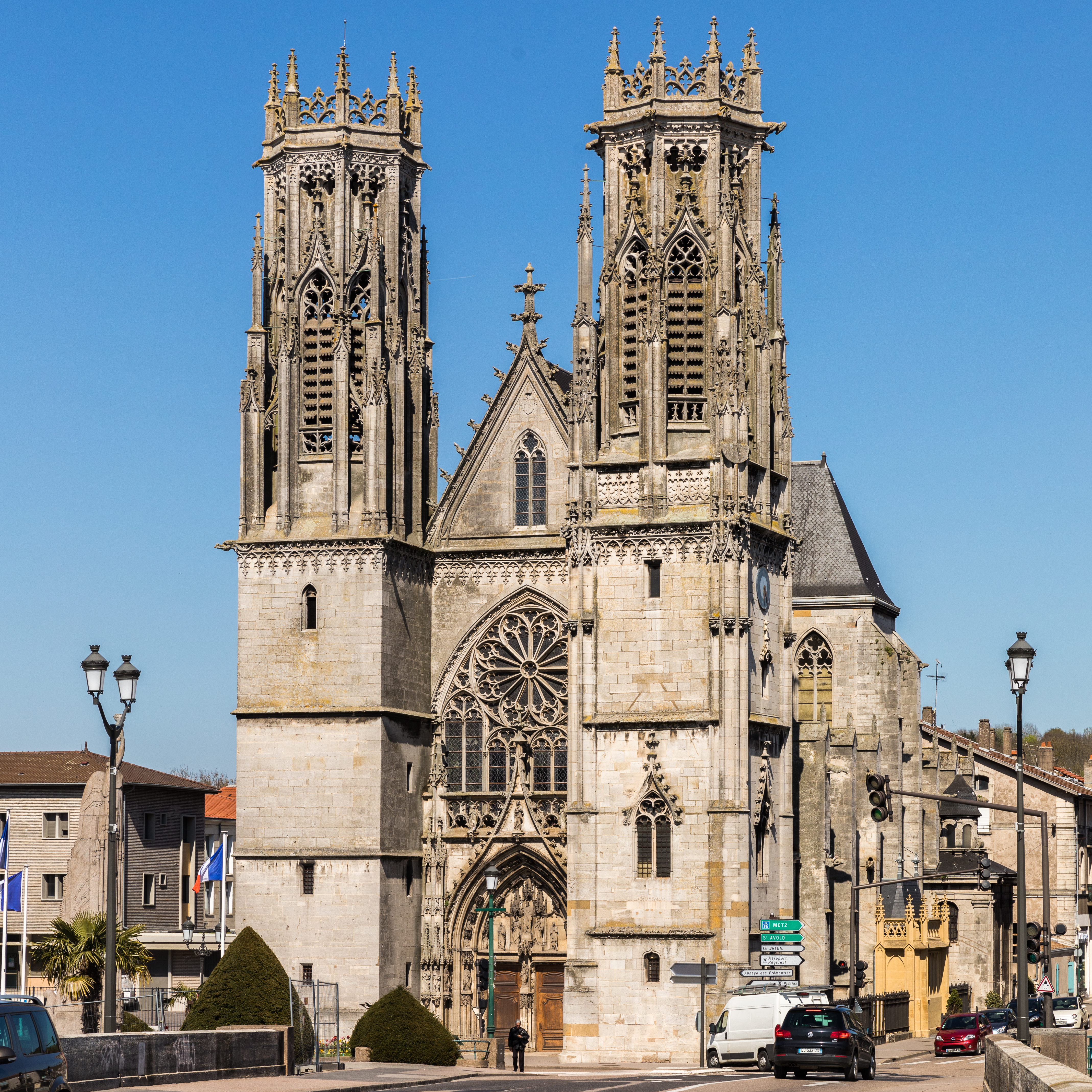
Église Saint-Martin.
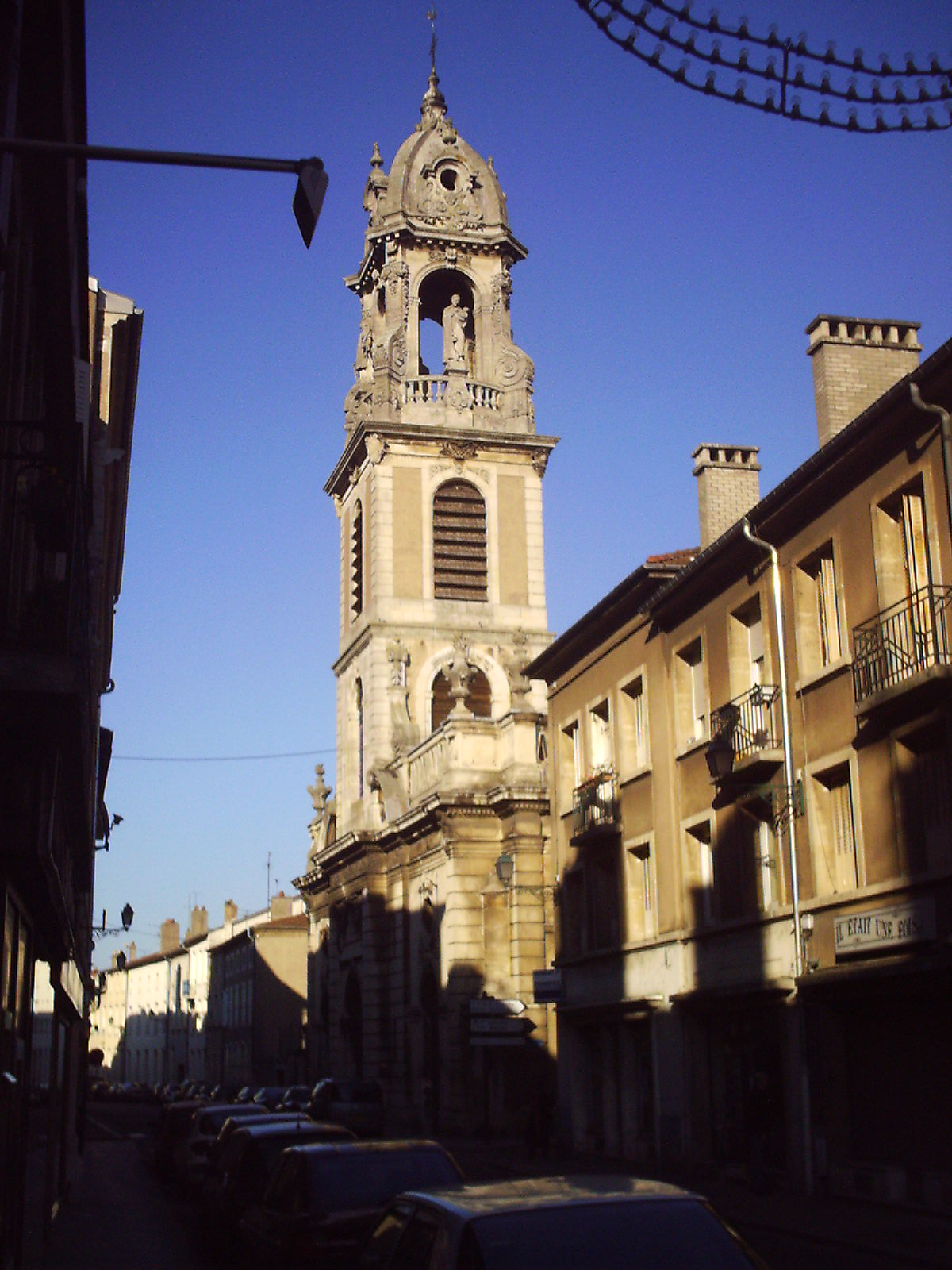
Église Saint-Laurent.
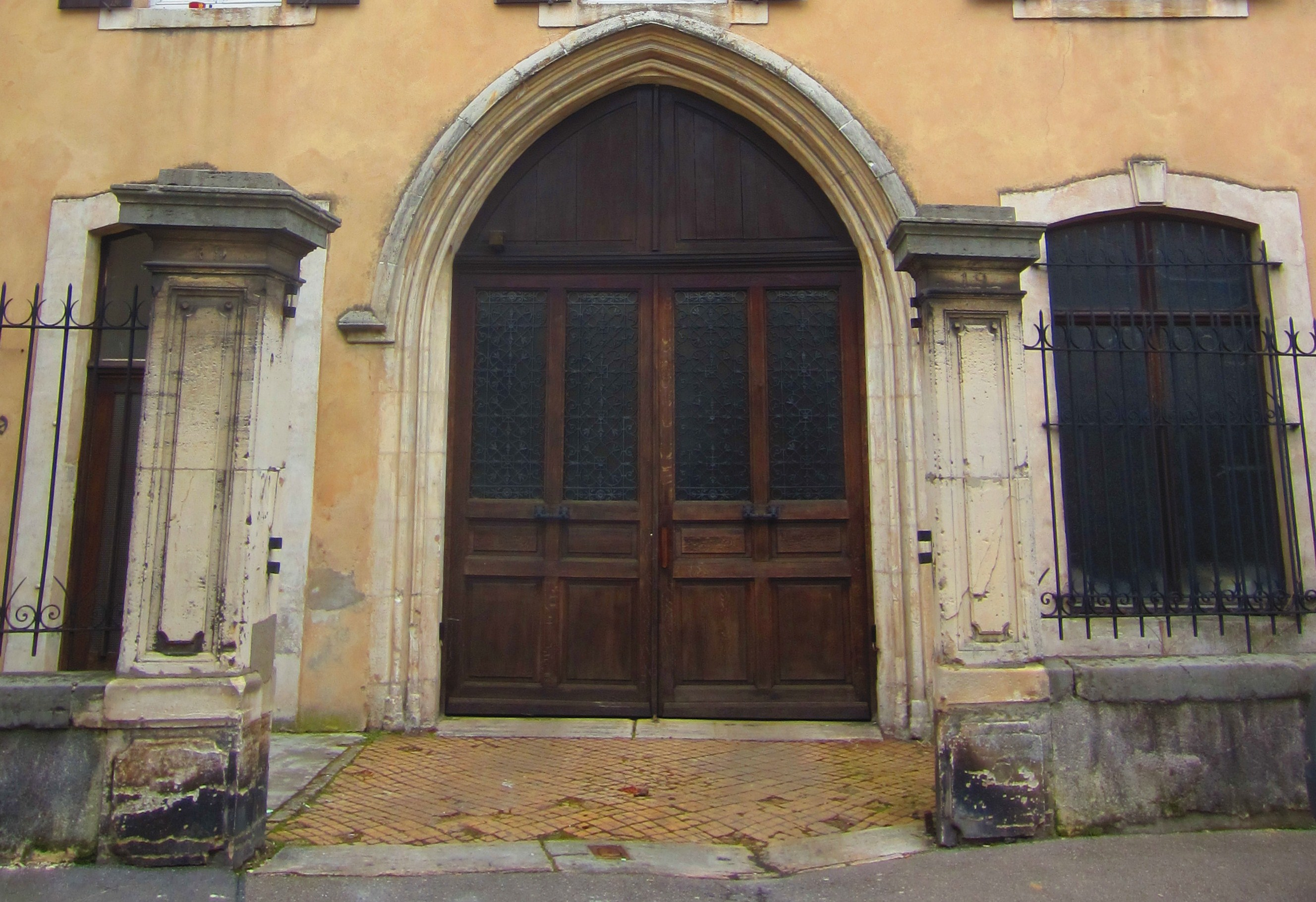
Ancienne église Saint-Jean.
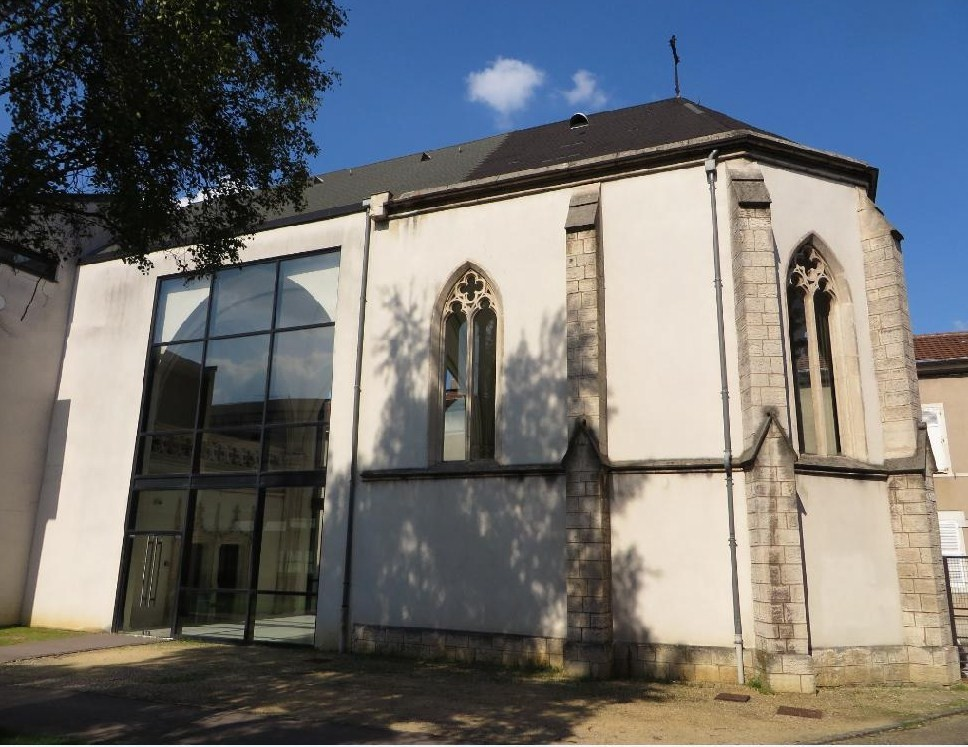
Pont-à-Mousson chapelle Institut.
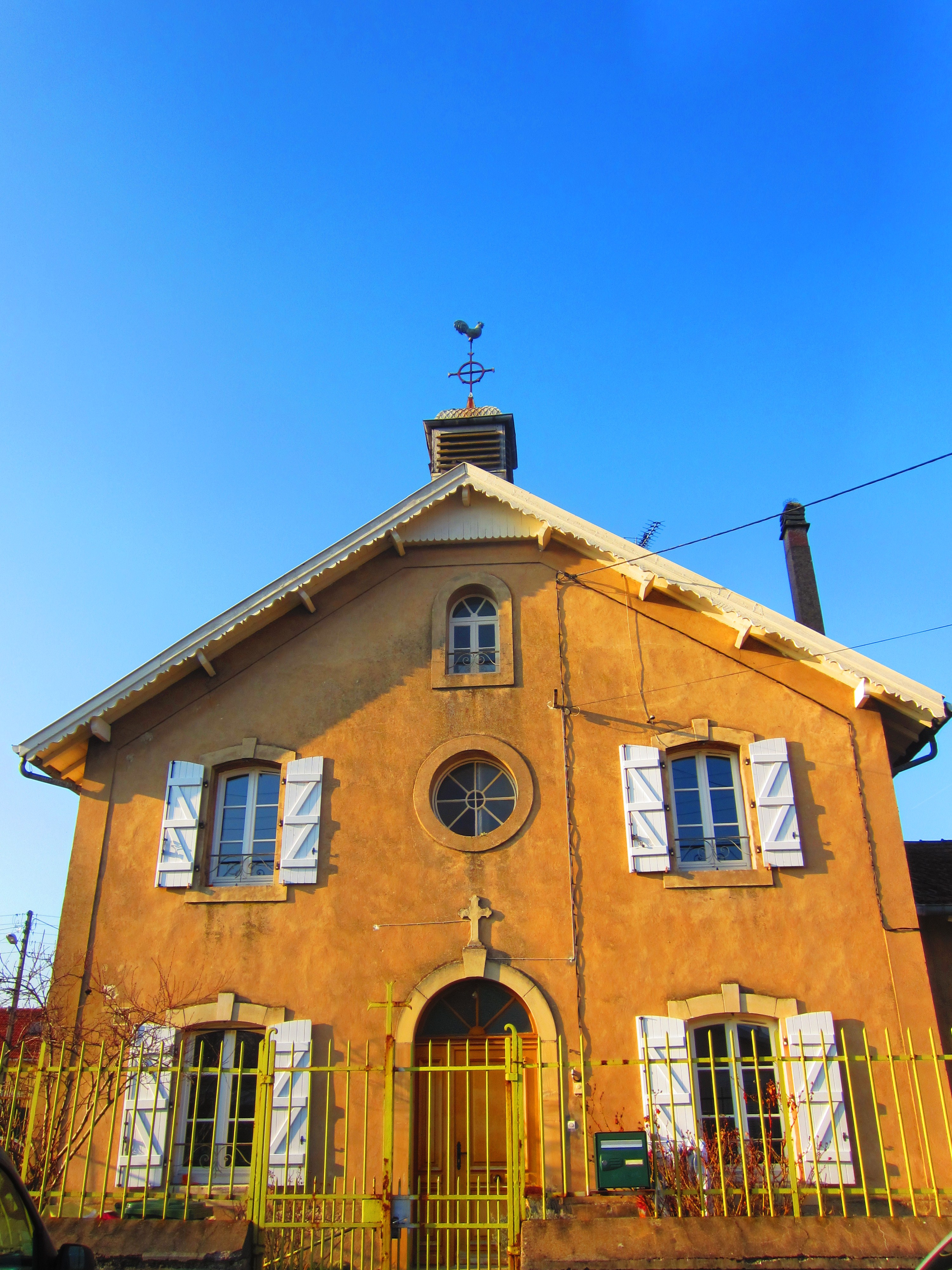
Ancienne chapelle à Boozville.
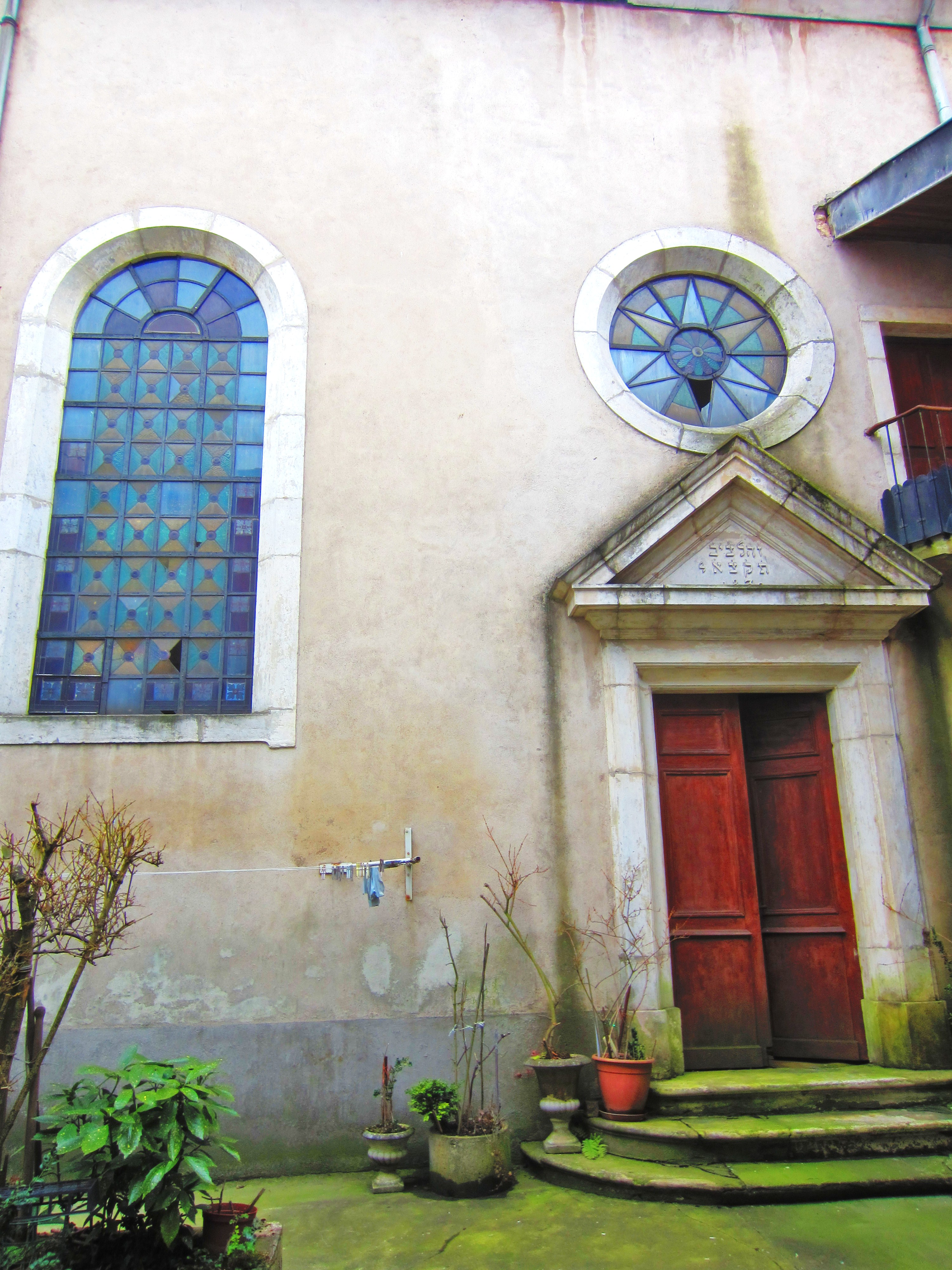
Synagogue.

### Musées

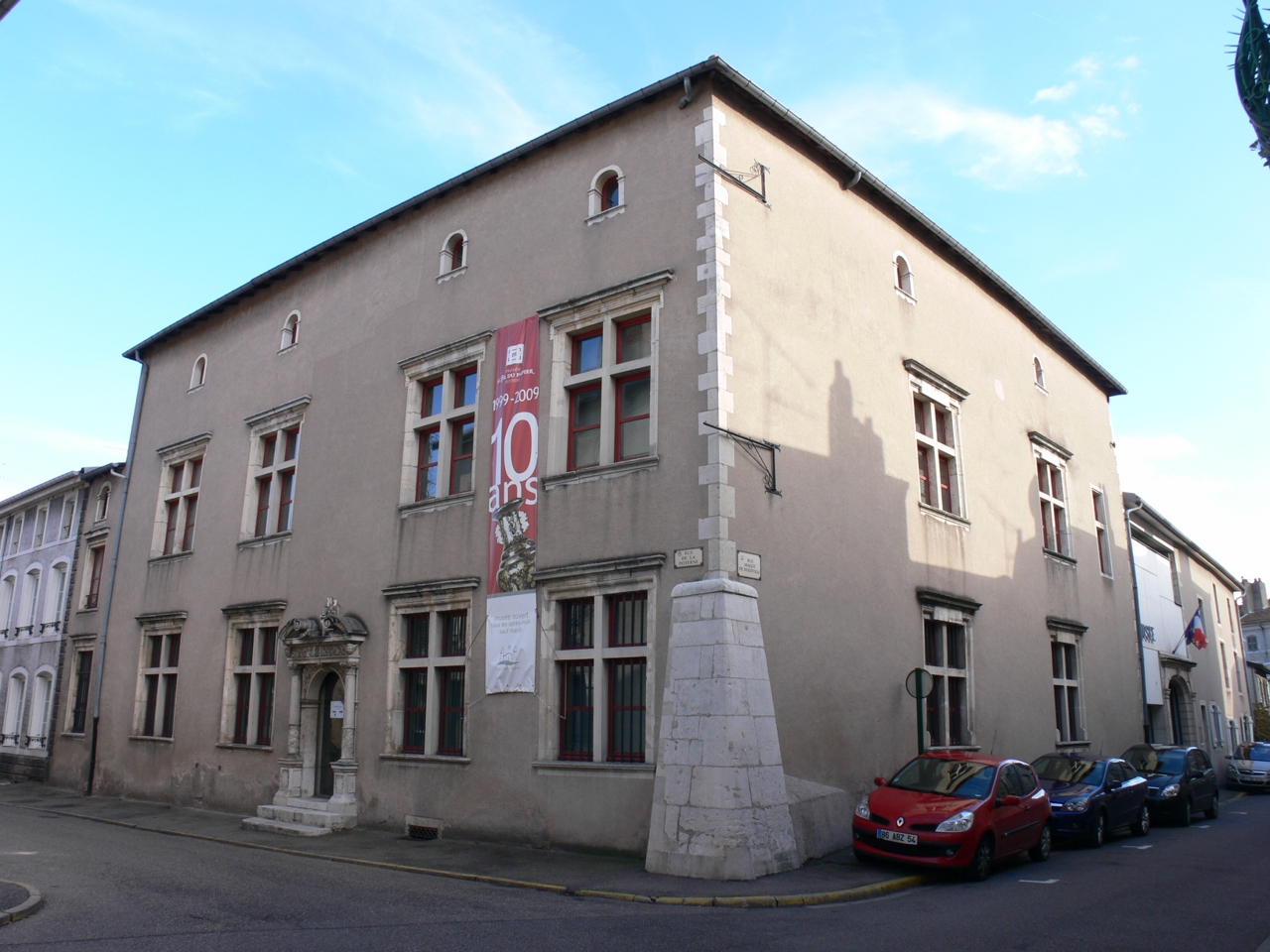
Musée au fil du papier.

Le musée au fil du papier retrace toute l'histoire de la ville et présente notamment une large collection de meubles et objets d'art en papier mâché, caractérisés par leurs décorations fortement inspirées par la mode des « chinoiseries » (courant parallèle à l'Art nouveau de l'école de Nancy).

### Personnalités liées à la commune

#### Personnalités nées à Pont-à-Mousson
- Marguerite d'Anjou (1429-1482), princesse de Lorraine et de Bar, reine d'Angleterre ;
- Primo Basso (13 mars 1926-2010), professeur d'anglais, romancier, auteur et traducteur ;
- Monique Baudot (1946-2021) impératrice douairière du Viêt Nam ;
- Jean Bertho (1928-2023), acteur et réalisateur ;
- Claude-Charles Charaux (1828-1908) philosophe catholique et professeur de philosophie à la faculté des lettres de l'université de Grenoble ;
- Paul Claudon (1919-2005), producteur de cinéma (Le Soupirant de Pierre Étaix, Les Valseuses de Bertrand Blier, Se souvenir des belles choses de Zabou Breitman, etc.) ;
- Nicolas Dupuy (1650-1711), peintre officiel du duc Léopold Ier de Lorraine ;
- Michel Duroc (Pont-à-Mousson 25 octobre 1772-Niedermackersdorf 23 mai 1813, duc de Frioul, maréchal du Palais. Sa maison natale est au 39 de la rue Saint-Laurent où l'on peut voir quelques façades intéressantes. Il fut blessé mortellement par un boulet en Silésie. Sa dépouille repose aux Invalides mais son cœur repose au cimetière de Saint-Martin ;
- Charles Nicolas Fabvier (1782-1855), général qui s'est illustré lors de la révolution grecque ;
- Nicolas Florentin (né en 1978), footballeur, joueur du Stade Malherbe de Caen ;
- Jean-Pierre François (né en 1965), footballeur à Dijon puis à l'AS Saint-Étienne, reconverti dans la chanson avec le titre Je te survivrai ;
- Joseph François Fririon (1771-1849), général, né et mort à Pont-à-Mousson ;
- André Grandpierre (1894-1972), né à Pont-à-Mousson, PDG de la Compagnie de Pont-à-Mousson de 1946 à 1959, président du Centre national du commerce extérieur de 1964 à 1970, grand-croix de la Légion d'honneur (1971)[réf. nécessaire] ;
- Nicolas Jadelot (1738-1793), médecin, professeur d'anatomie et de physiologie à l'Université de Nancy ;
- Charles Nicolas Lacretelle, né le 30 octobre 1822 à Pont-à-Mousson et mort le 14 novembre 1891 à Beaucouzé, général et homme politique.
- Jean Kuntzmann (1912-1992), mathématicien et pionnier du calcul électronique en France ;
- Charles-Aristide de La Coste (1794-1870), pair de France et préfet ;
- Michel Louyot, écrivain, né au 22 place Duroc le 28 septembre 1938 ;
- Louis-Camille Maillard (1878-1936), chimiste qui a donné son nom à la réaction de Maillard ;
- François-Ignace Mangin (1742-1807), architecte[109] ;
- Roger Marage (1922-2012), artiste peintre et graveur ;
- Victor Masson (1849 - 1917), industriel et peintre ;
- Mikl Mayer (1987-), auteur dessinateur de la BD « Les D'jeunes » ;
- Robert Morel (1922-1990), éditeur ;
- Georges Navel (1904-1993), écrivain ;
- Louis-Étienne Salmon (1837-1901) dit Louis Noir, écrivain et journaliste ;
- Charles Trouard de Riolles (1743-1812), maréchal de camp des armées de la Royauté ;
- Anne Villemin Sicherman (1951-), écrivain ;
- Christiane Stutzmann (1939-), cantatrice ;
- Louis René Viard (1795-1859), homme politique, député de la Meurthe de 1849 à 1859.

#### Autres personnalités liées à la commune
- Charles Bocquet (XVIe siècle) : luthiste, compositeur au service des ducs de Lorraine, ayant habité Pont-à-Mousson ;
- Charles Charvet de Blenod (1760-1813) : préfet mort à Pont-à-Mousson ;
- Charles de Foucauld (1858-1916) : officier devenu prêtre et ermite au Sahara, a passé plusieurs années en garnison à Pont-à-Mousson (béatifié en 2005, canonisé en 2022) ;
- François Nicolas Fririon (1766-1821) : général mort à Pont-à-Mousson ;
- Anne-Claire Goulon (née en 1974), dirigeante du groupe LivioAutres personnalités liées à la commune :
- Philippe de Gueldre (1464-1547) : fille du duc de Gueldre, épouse du duc de Lorraine et de Bar René II qui vainquit Charles le Téméraire, arrière-grand-mère du duc Charles III de Lorraine et de Bar dit « le grand », retirée au couvent des Clarisses à Pont-à-Mousson où elle est morte ;
- Elie Haguenthal (1823-1881), imagier Français né à Metz, établi et mort à Pont-à-Mousson ;
- Jean-Baptiste-Antoine Lefaucheux (1752-1834) : préfet mort à Pont-à-Mousson ;
- Jacques Marquette (1637-1675) : prêtre et missionnaire ayant étudié à Pont-à-Mousson.
- Guy de Maupassant (1850-1893) : il écrivit sa première nouvelle, La main d'écorché, au 40 place Duroc[110].
- Jean de Vaubreuil, poète aquitain du XVIe siècle, a visité la ville et célébré son université en vers[111].

### Héraldique
| Blason de Pont-à-Mousson | Blason  | De gueules au pont de trois arches d'argent flanqué de deux tours crénelées couvertes du même, le tout posé sur des ondes de sinople mouvant de la pointe et surmonté d'un écusson d'azur semé de croisettes recroisetées au pied fiché d'or, chargé de deux bars adossés du même brochant sur le tout et d'une bordure aussi d'or. |
| Blason de Pont-à-Mousson | Détails | Le pont fait référence à celui sur la Moselle — qui a donné son nom à la ville et qui est à l'origine de son développement — et l'écu est celui des comtes de Bar qui furent aussi seigneurs de Mousson, puis marquis de Pont-à-Mousson. Le statut officiel du blason reste à déterminer.                                           |

### Culture populaire
La ville est citée dans la chanson Sans ma barbe de François Corbier ainsi que dans le film Flyboys de Tony Bill.
Jean-Pierre François, joueur de l'AS Saint-Étienne puis chanteur dans les années 1980, a également interprété une chanson nommée Pont-à-Mousson en référence à sa ville de naissance, évoquant notamment le passé sidérurgique et l'usine Saint Gobain PaM avec les « fumées du soir », ainsi que cette même usine et le lycée dans sa tirade « brûler l'usine ou l'école ».
La série télévisée Sambre (2023) utilise les locaux de l'ancien lycée Bardot pour tourner les scènes du commissariat.